# ドルヌィ・シロンスク県
ドルヌィ・シロンスク県（Lower Silesian Voivodeship (ポーランド語: Województwo dolnośląskie, [vɔjɛˈvut͡stfɔ dɔlnɔˈɕlɔw̃skjɛ])）は、ポーランド南西部の県である。ドルヌィ・シロンスクはポーランド語で「下シレジア」を意味する。県都はヴロツワフ。2019年の人口は289万9986人。

## 隣接県
- 北：ルブシュ県
- 北東：ヴィエルコポルスカ県
- 東：オポーレ県
- 南：チェコ(ボヘミア)
- 西：ザクセン州

## 地域区分
- 郡 (powiat) と、由来の都市名

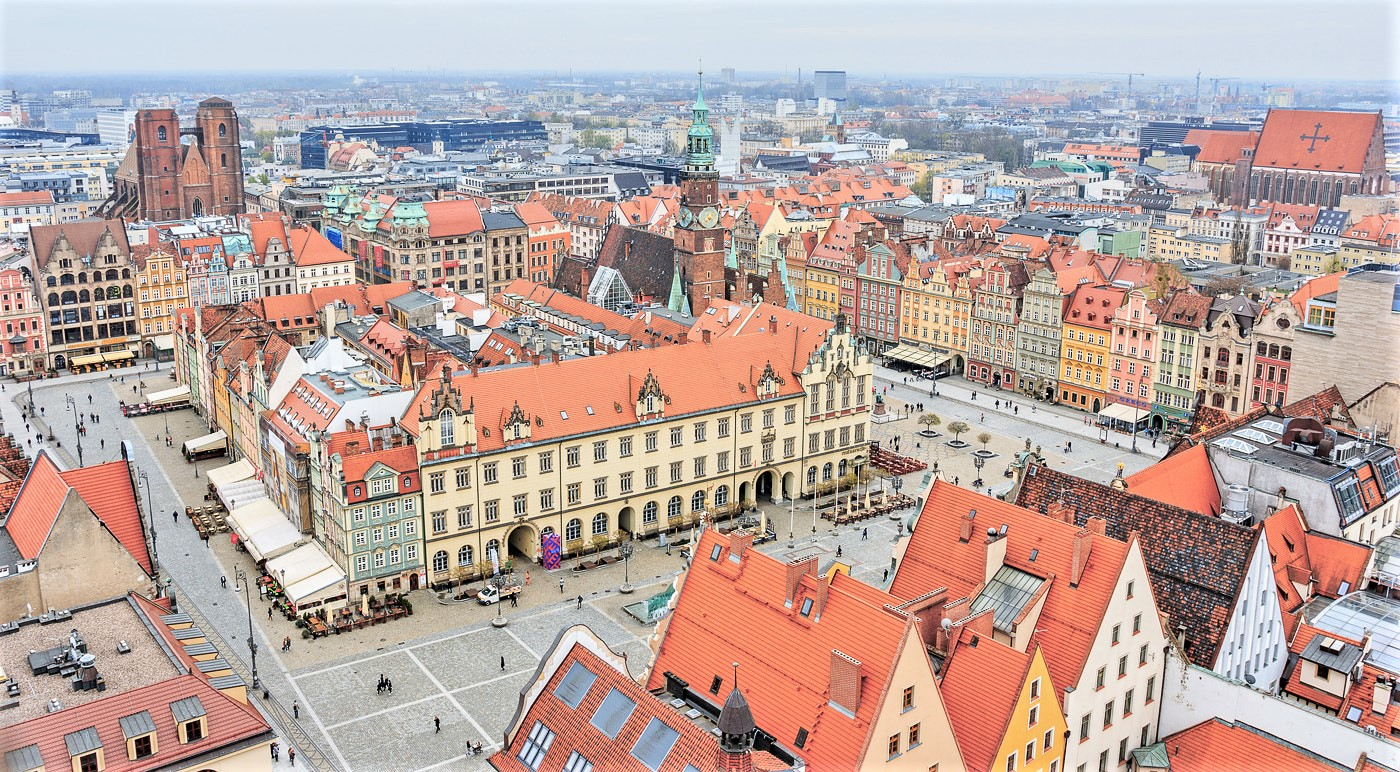
ヴロツワフ

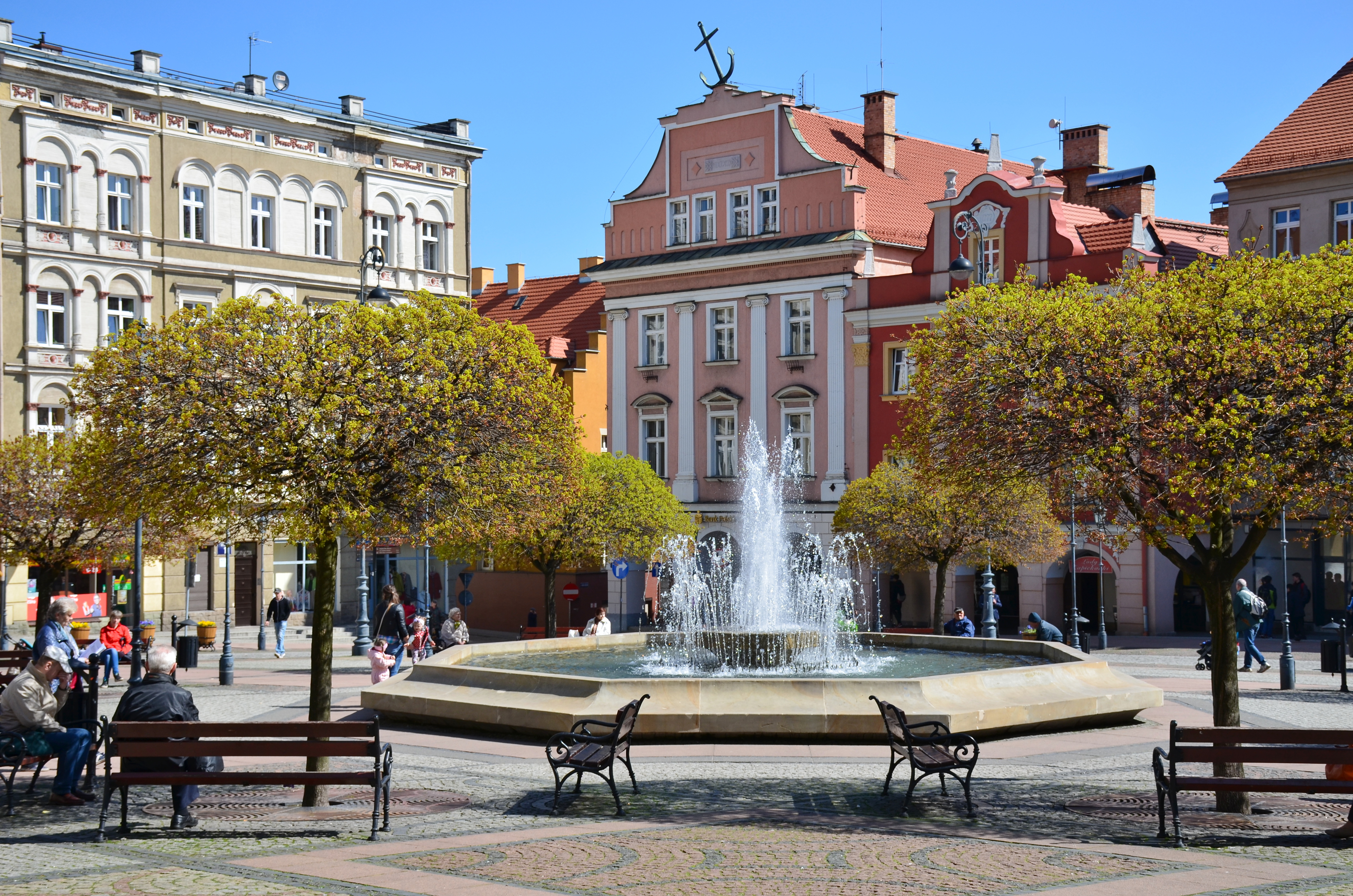
ヴァウブジフ

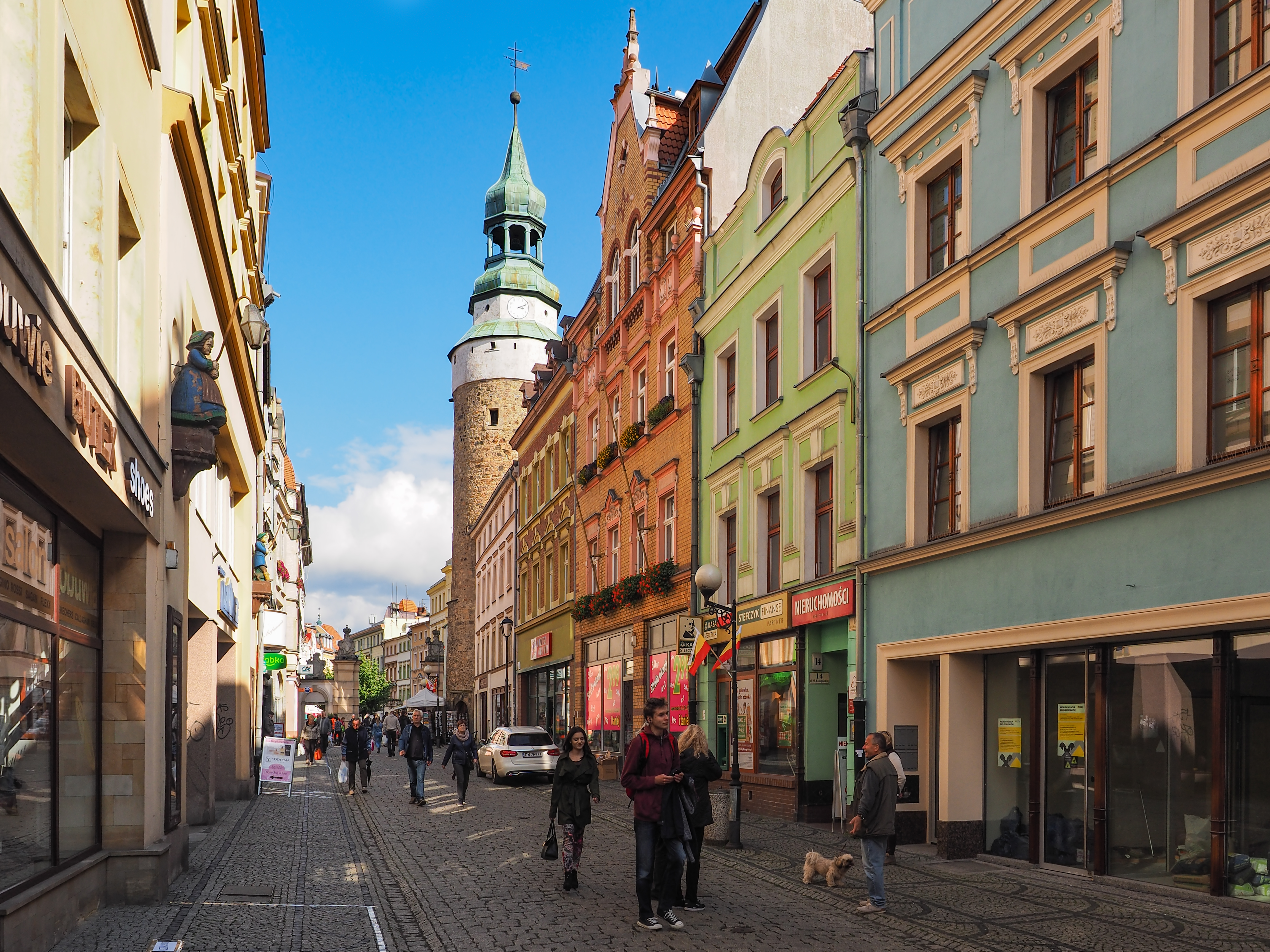
イェレニャ・グラ

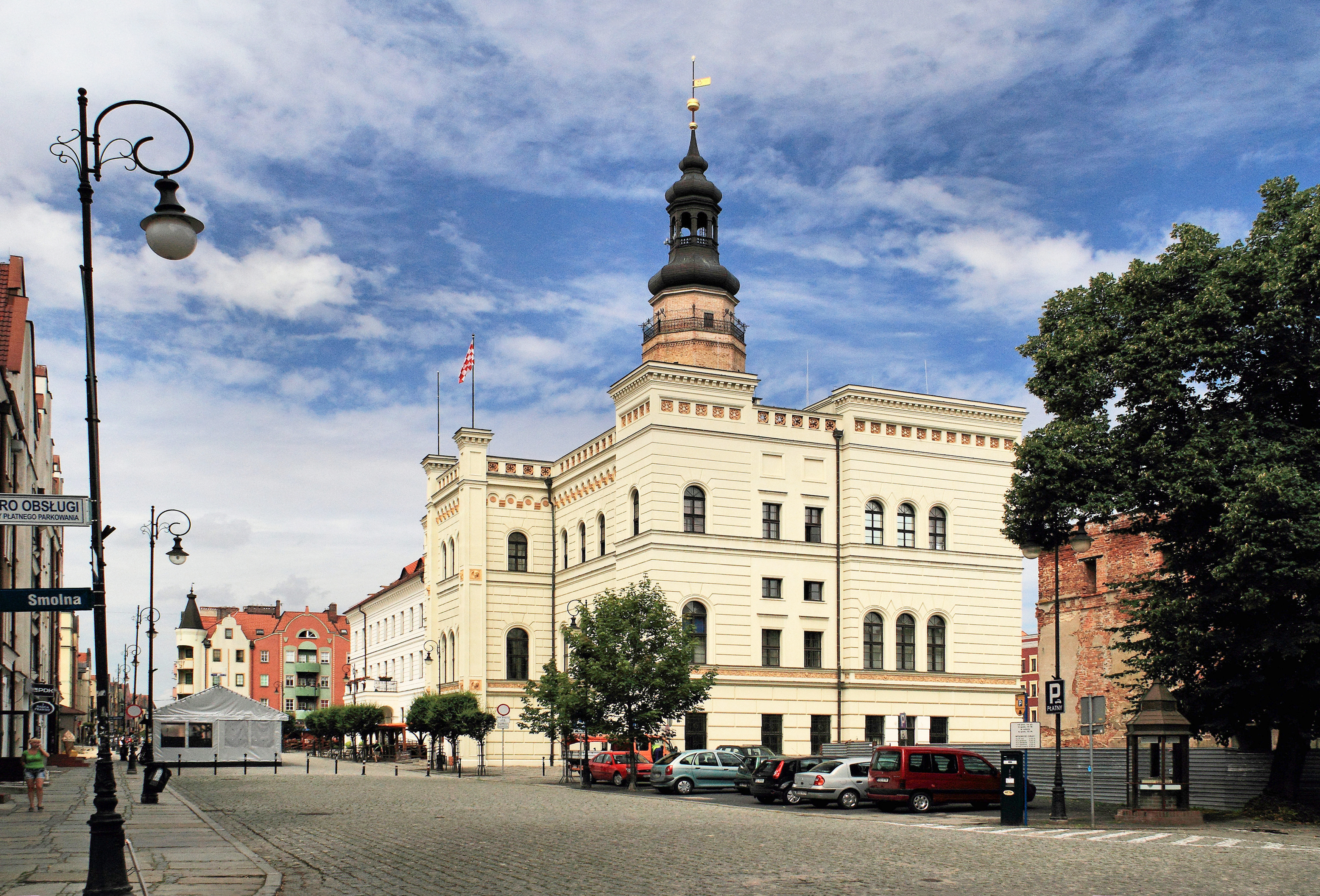
グウォグフ

  - ボレスワヴィエッツ郡 (Powiat Bolesławicki) - ボレスワヴィエツ Bolesławiec
  - ジェルジョニュフ郡 (Powiat Dzierżoniowski) - ジェルジョニュフ Dzierżoniów
  - グウォグフ郡 (Powiat Głogowski) - グウォグフ Głogów
  - グラ郡 (Powiat Górowski) - グラ Góra
  - ヤヴォル郡 (Powiat Jaworski) - ヤヴォル Jawor
  - イェレニャ・グラ郡 (Powiat Jeleniogórski) - イェレニャ・グラ Jelenia Góra
  - カミェンナ・グラ郡 (Powiat Kamiennogórski) - カミェンナ・グラ Kamienna Góra
  - クウォツコ郡 (Powiat Kłodzki) - クウォツコ Kłodzko
  - レグニツァ郡 (Powiat Legnicki) - レグニツァ Legnica
  - ルバン郡 (Powiat Lubański) - ルバン（ルバニ、ラウバン） Lubań
  - ルビン郡 (Powiat Lubiński) - ルビン Lubin
  - ルヴヴェック郡 (Powiat Lwówecki) - ルヴヴェック・シロンスキ Lwówek Śląski
  - ミリチュ郡 (Powiat Milicki) - ミリチュ Milicz
  - オレシニツァ郡 (Powiat Oleśnicki) - オレシニツァ Oleśnica
  - オワヴァ郡 (Powiat Oławski) - オワヴァ Oława
  - ポルコヴィツェ郡 (Powiat Polkowicki) - ポルコヴィツェ Polkowice
  - シュチュシェリン郡 (Powiat Strzeliński) - シュチュシェリン Strzelin
  - シロダ郡 (Powiat Średzki) - シロダ・シロンスカ Środa Śląska
  - シヴィドニツァ郡 (Powiat Świdnicki) - シヴィドニツァ Świdnica
  - チュシェブニツァ郡 (Powiat Trzebnicki) - チュシェブニツァ Trzebnica
  - ヴァウブジフ郡 (Powiat Wałbrzyski) - ヴァウブジフ Wałbrzych
  - ヴォウフ郡 (Powiat Wołowski) - ヴォウフ Wołów
  - ヴロツワフ郡 (Powiat Wrocławski) - ヴロツワフ Wrocław
  - ゾンプコヴィツェ郡 (Powiat Ząbkowicki) - ゾンブコヴィツェ・シロンスキェ Ząbkowice Śląskie
  - ズゴジェレツ郡 (Powiat Zgorzelecki) - ズゴジェレツ Zgorzelec
  - ズウォトリヤ郡 (Powiat Złotoryjski) - ズウォトリヤ Złotoryja
- 市
  - ヴロツワフ (674,132人)
  - ヴァウブジフ (111,896人)
  - レグニツァ (99,486人)
  - イェレニャ・グラ (79,200人)
  - ルビン (72,428人)
  - グウォグフ (66,120人)
  - シヴィドニツァ (56.803人)
  - ボレスワヴィエツ (38,852人)

## 観光地

### グウォグフ（Głogów）
ポーランド最古の街のひとつ。旧グウォグフ大公国の首都。ドイツ語名グロガウ。16世紀に大公ヤン2世の死によりポーランド王家の分家であるシロンスク・ピャスト家の家系が断絶すると、オーストリア領、スウェーデン領、再びオーストリア領、プロイセン王国領、ドイツ帝国領となり、第二次世界大戦後に再びポーランド領。第二次世界大戦ではドイツ軍とソ連軍の激しい戦闘で街並みが破壊されたが、戦後、ポーランド市民の手によって徐々に破壊前の姿に復元されつつある。グウォグフ公の居城、市庁舎、旧市街広場、教会群など。公式サイト（英語・ポーランド語・ドイツ語）あり 。

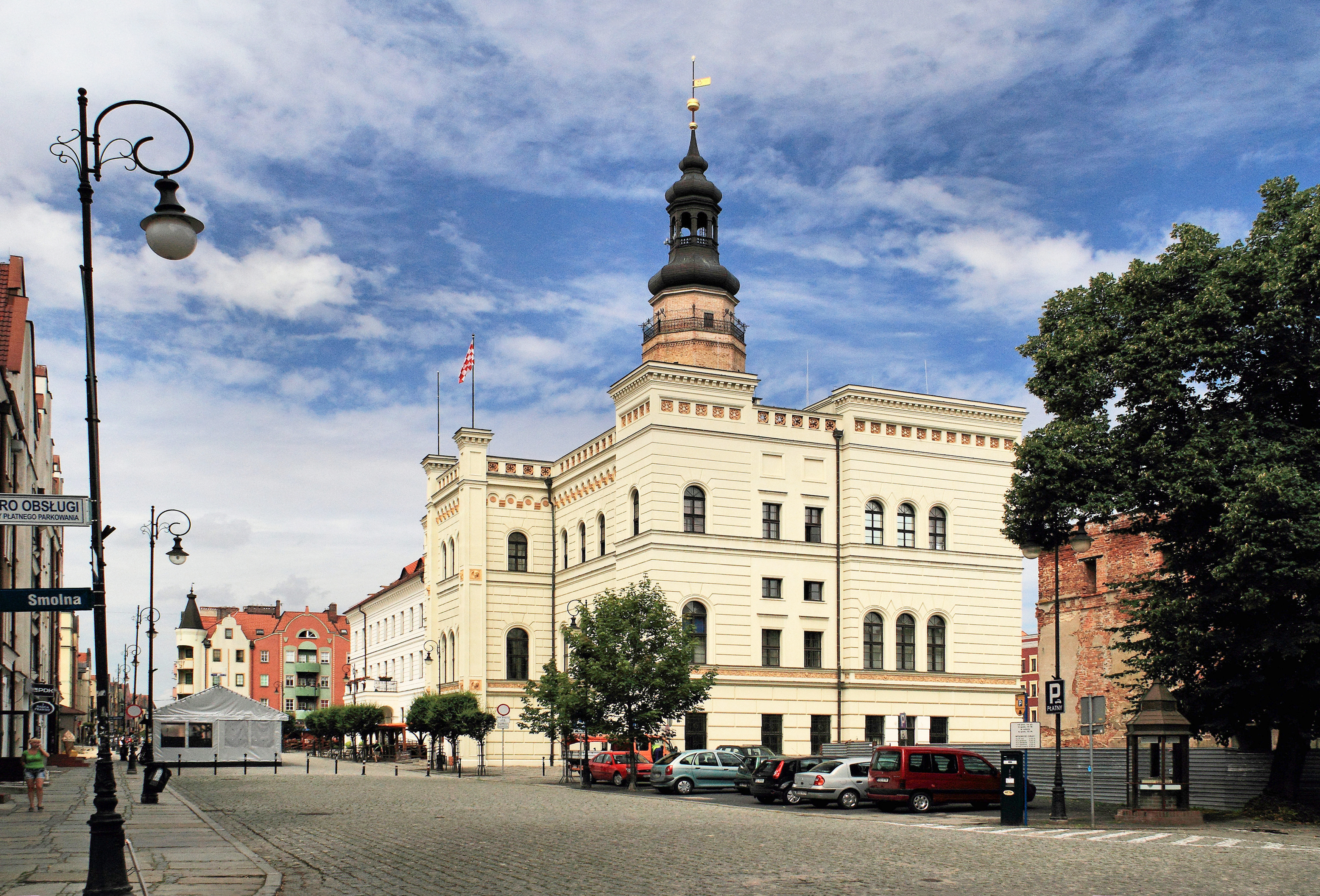
市庁舎
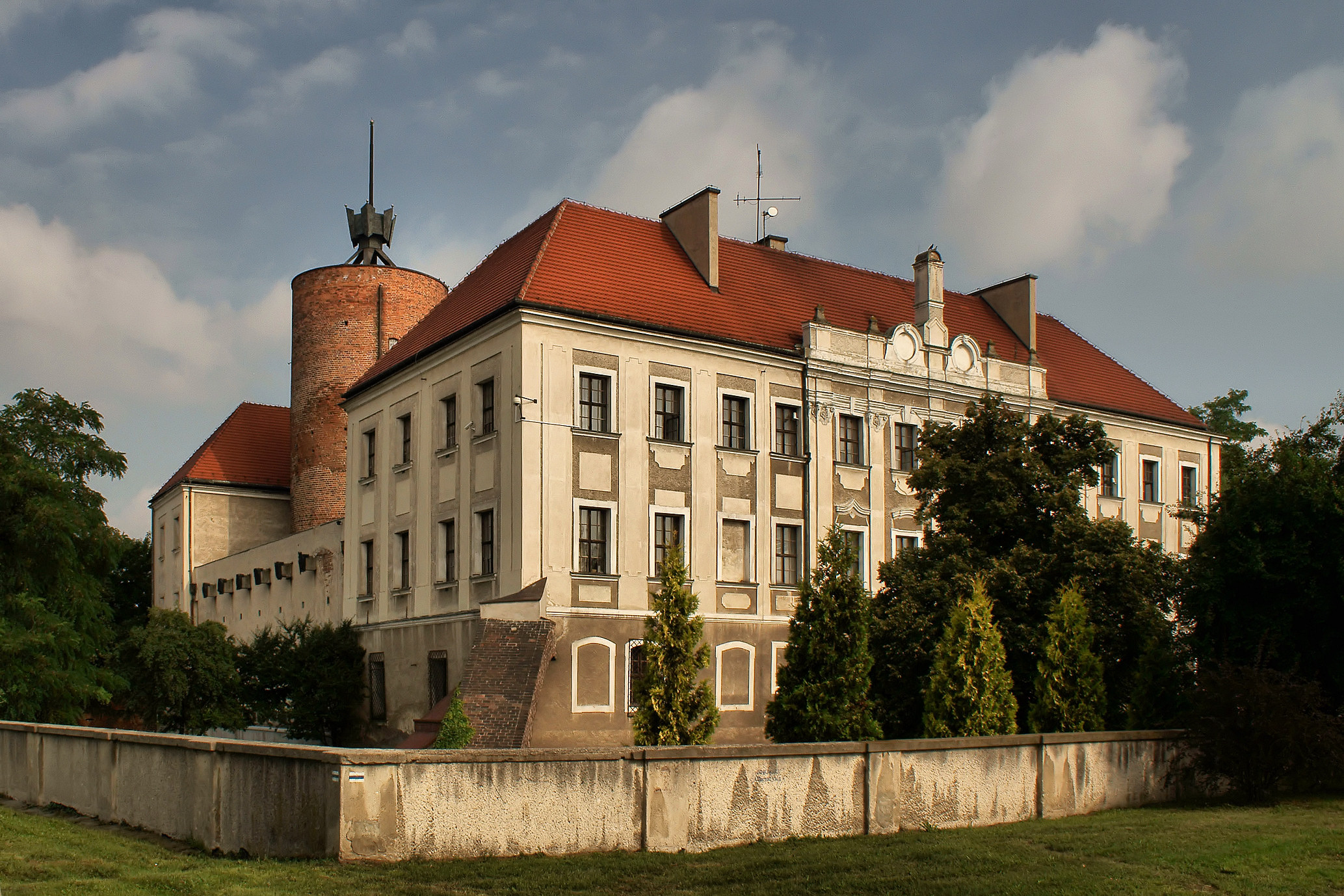
グウォグフ大公の居城

### ヤヴォル（ヤヴォル郡のヤヴォルJawor）
ドルヌィ・シロンスク県ヤヴォル郡（Powiat jaworski）の街。中世からの旧市街がある。こことシュフィドニツァ（Świdnica）の2か所にある巨大な木造教会はヤヴォルとシフィドニツァの平和教会群としてユネスコの世界遺産 に登録されている。公式サイト（英語・ポーランド語・ドイツ語）あり 。（下記の「シフィドニツァ」を参照）

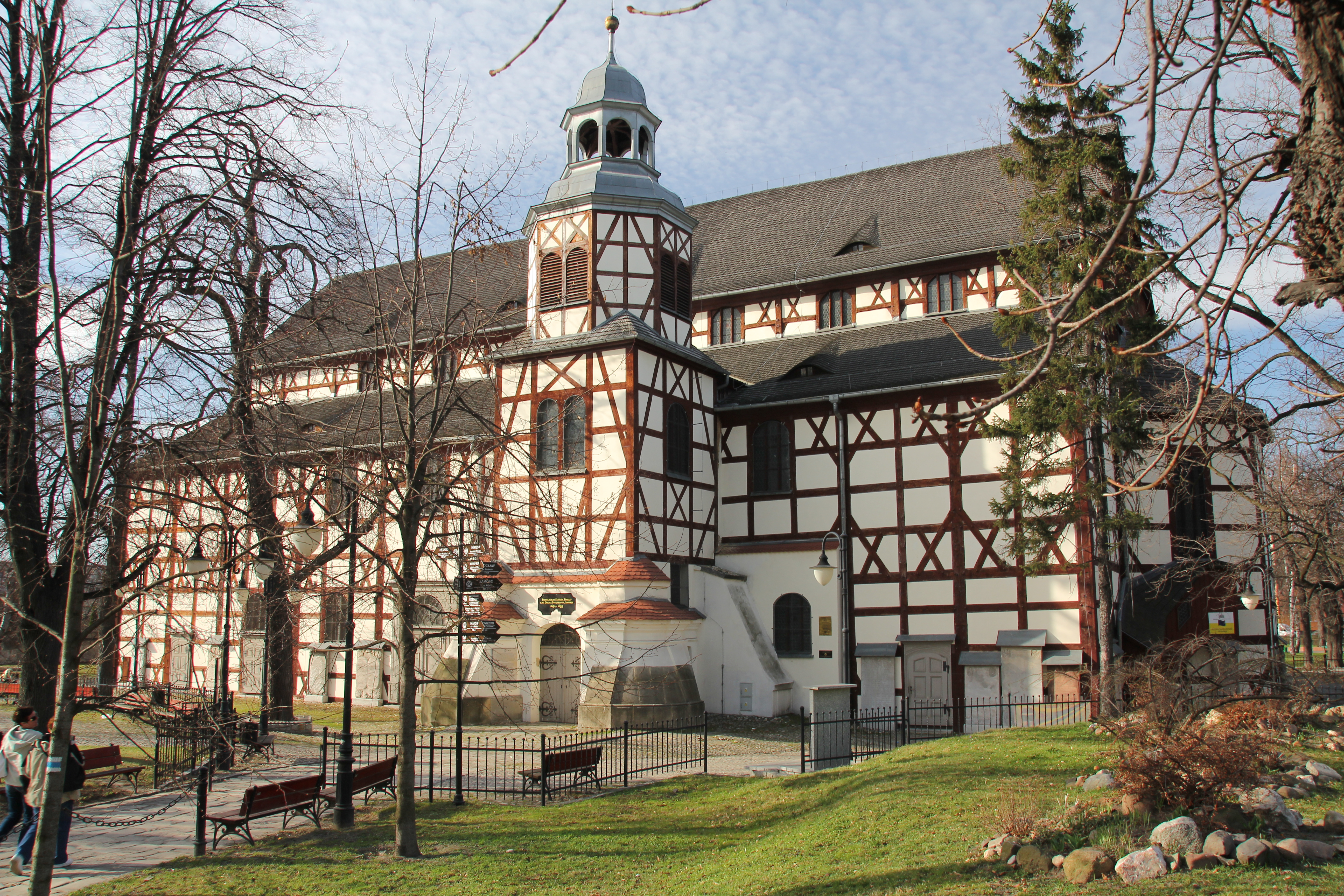
ヤヴォルの平和教会
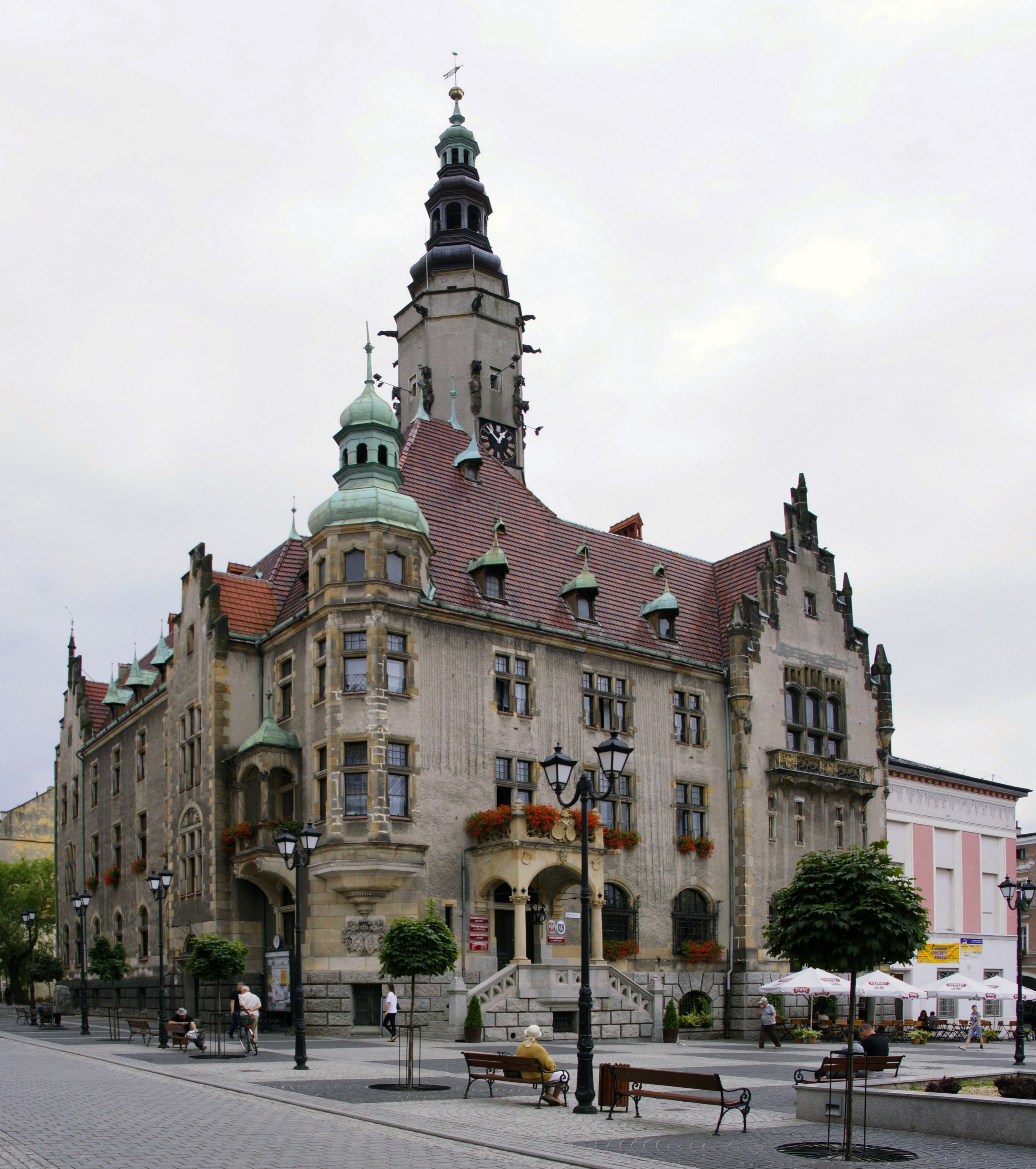
旧市街

### イェレニァ・グラ（Jelenia Góra）
ドイツ語名ヒルシュベルク・イム・リーゼンゲビルゲ（Hirschberg im Riesengebirge）。中世にはポーランド王国の経済都市であったが16世紀半ばよりオーストリア領、その後プロイセン王国領、ドイツ帝国領となり、第二次世界大戦後に再びポーランド領となった。旧市街は中世のまま保存されている。公式サイト（英語・ポーランド語・ドイツ語）あり 。

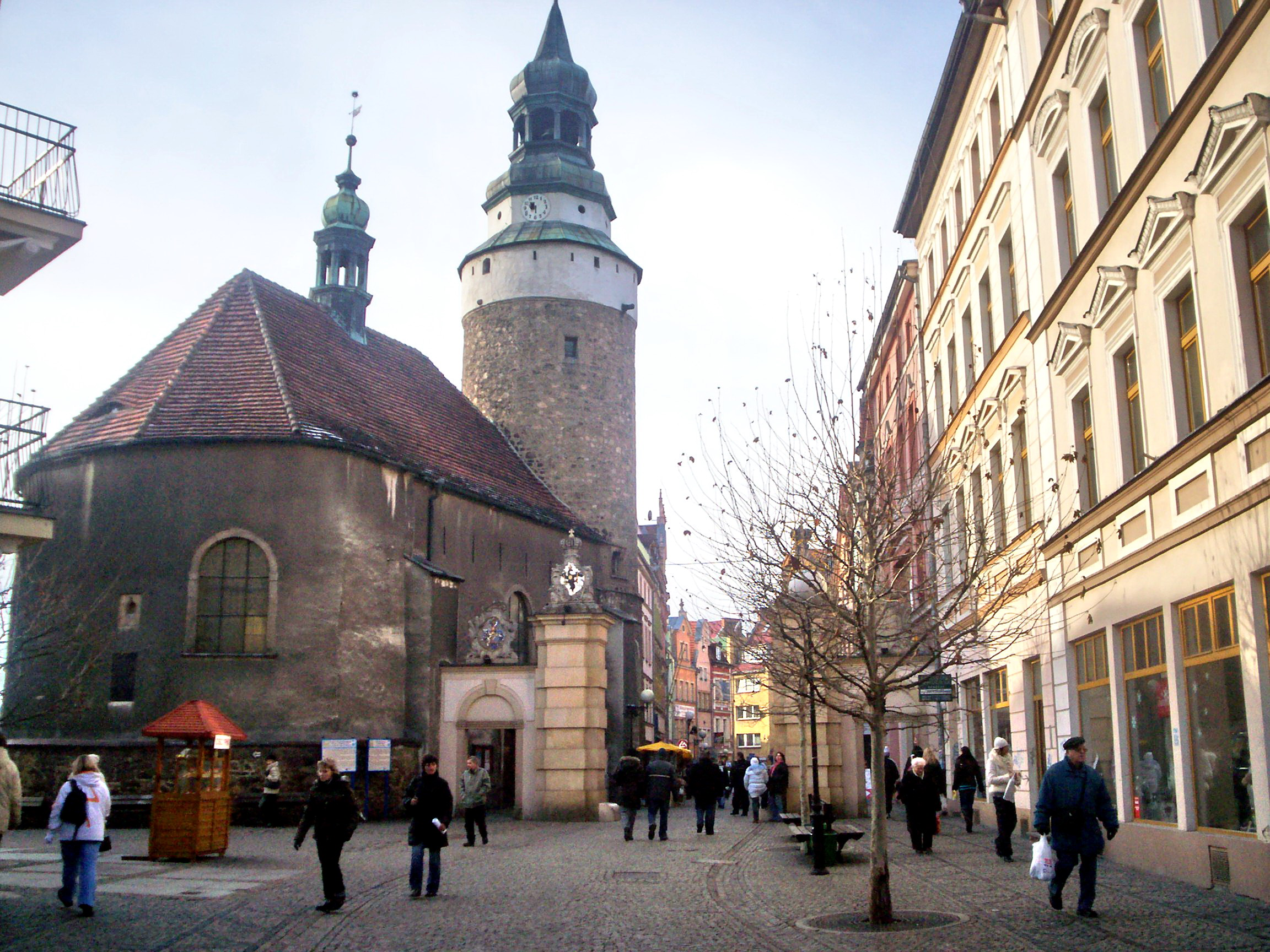
旧市街と聖アンナ礼拝堂
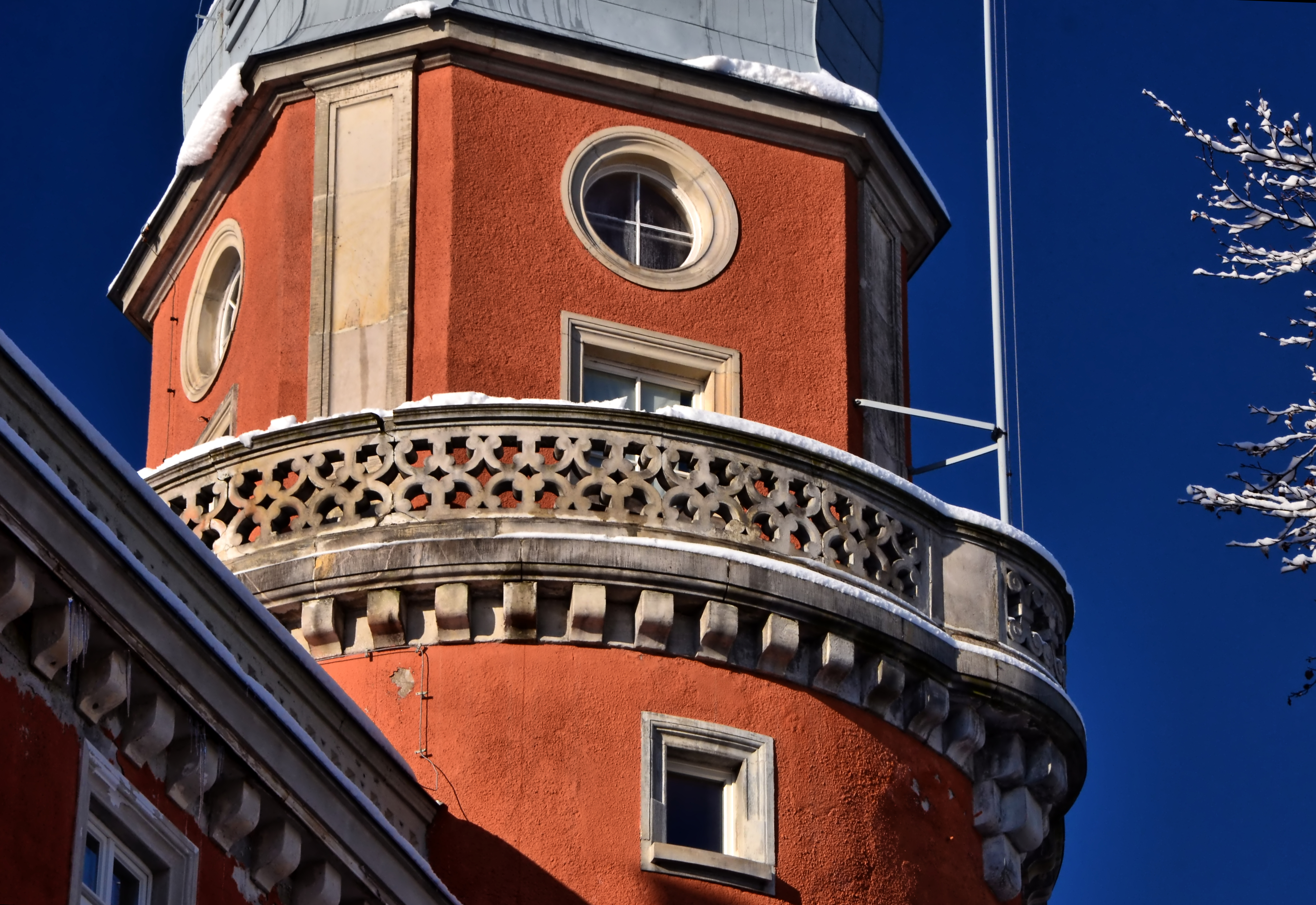
パウリヌム・ホテル

### レグニツァ（Legnica）
1675年までポーランド・シロンスク公領、その後オーストリア領、プロイセン王国領、ドイツ帝国領となり、第二次大戦後に再びポーランド領となった。旧市街やレグニツァ大聖堂は中世のまま保存されている。1241年4月9日、この近郊でレグニツァの戦い（ワールシュタットの戦い）が行われ、ポーランドのシレジア公ヘンリク2世率いるポーランド・ドイツ連合軍がモンゴル軍に大敗した。この古戦場跡がある。公式サイト（英語・ポーランド語・ドイツ語）あり 。

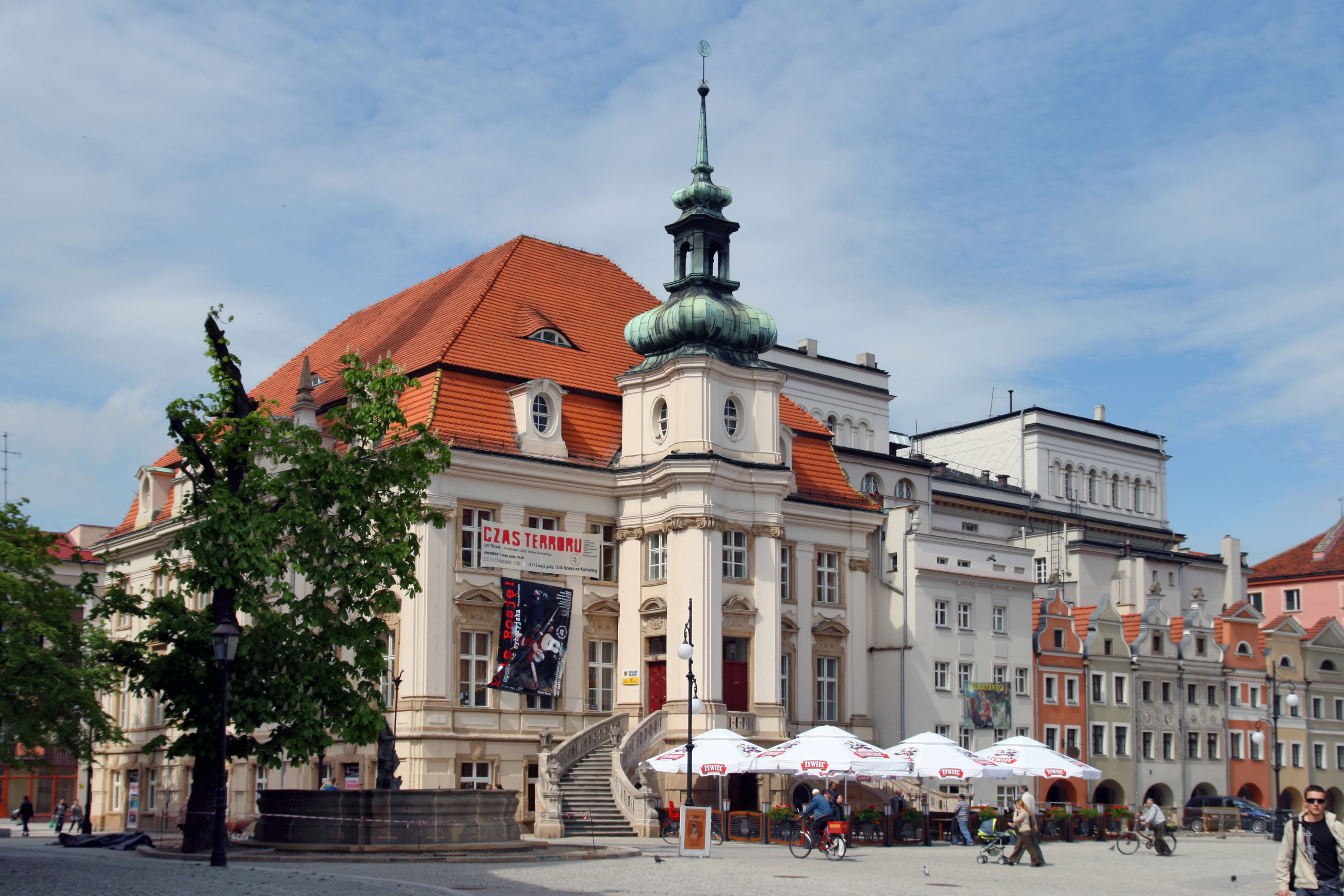
旧市街
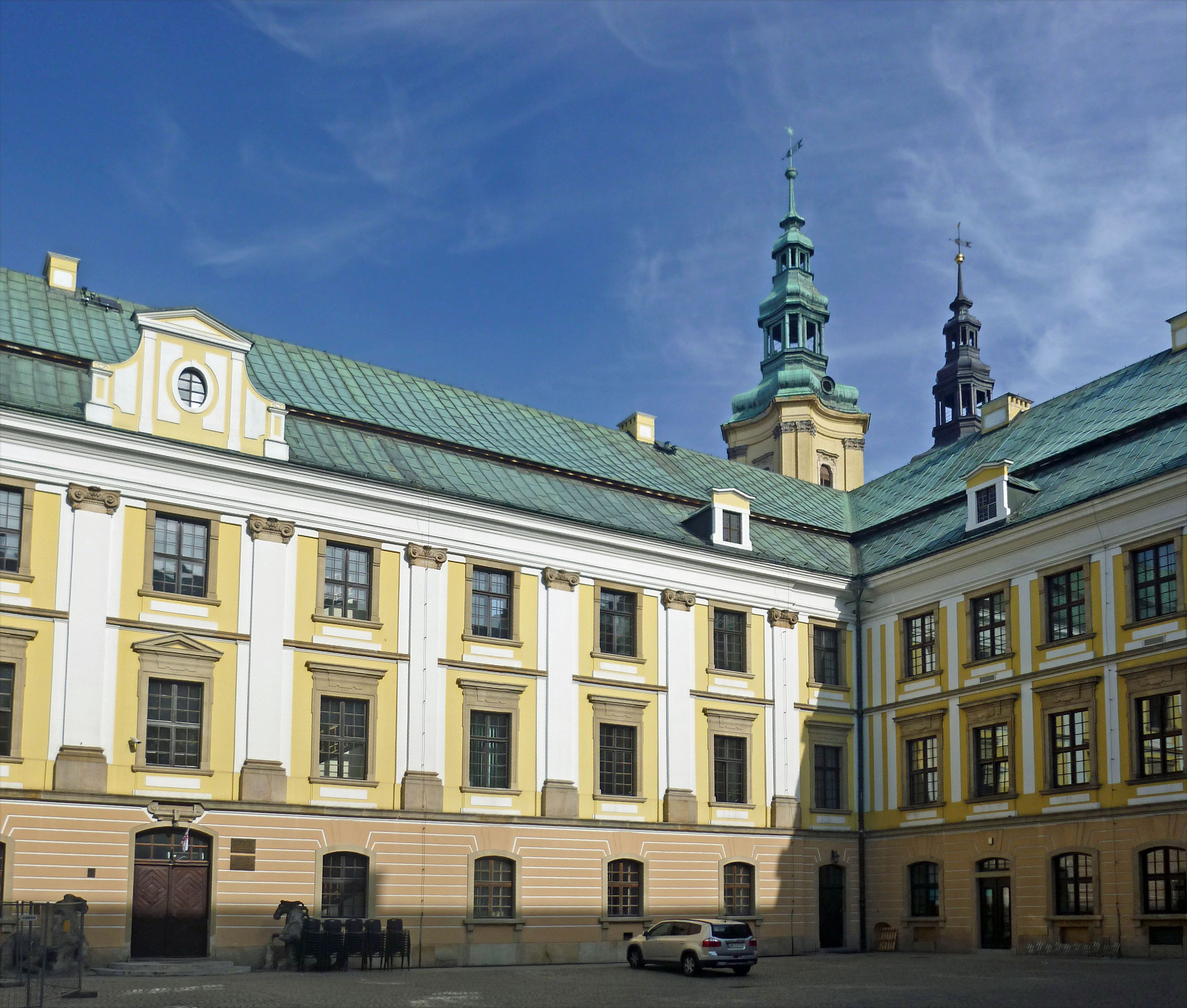
フランチェスコ会修道院

### ブウェンドゥフ砂漠（Pustynia Błędowska）
ドルヌィ・シロンスク県からシロンスク県まで広がる西欧から中欧にかけての地域で最大の砂漠。平均40メートルの厚さの砂の層に覆われている。

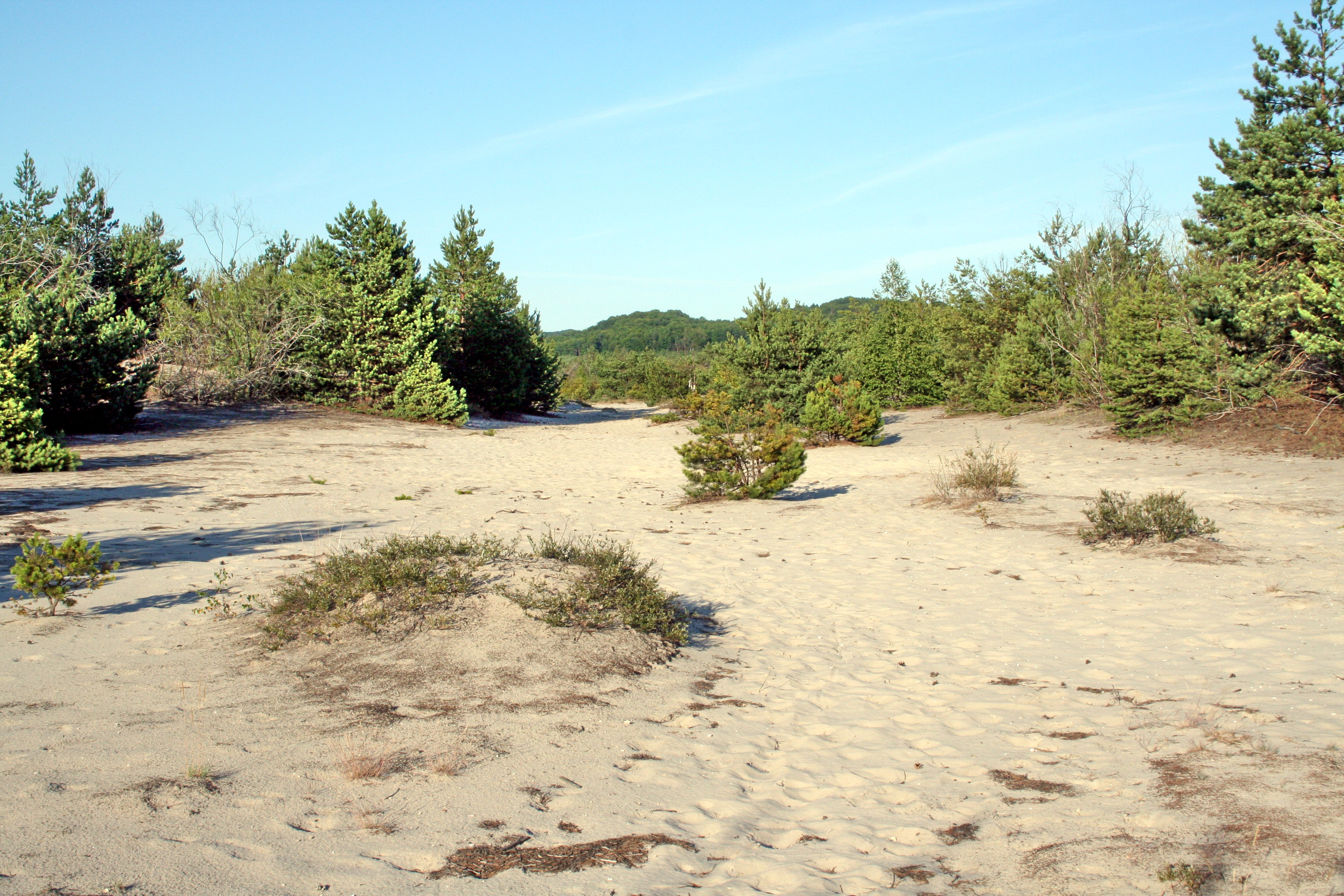
ブウェンドゥフ砂漠北部
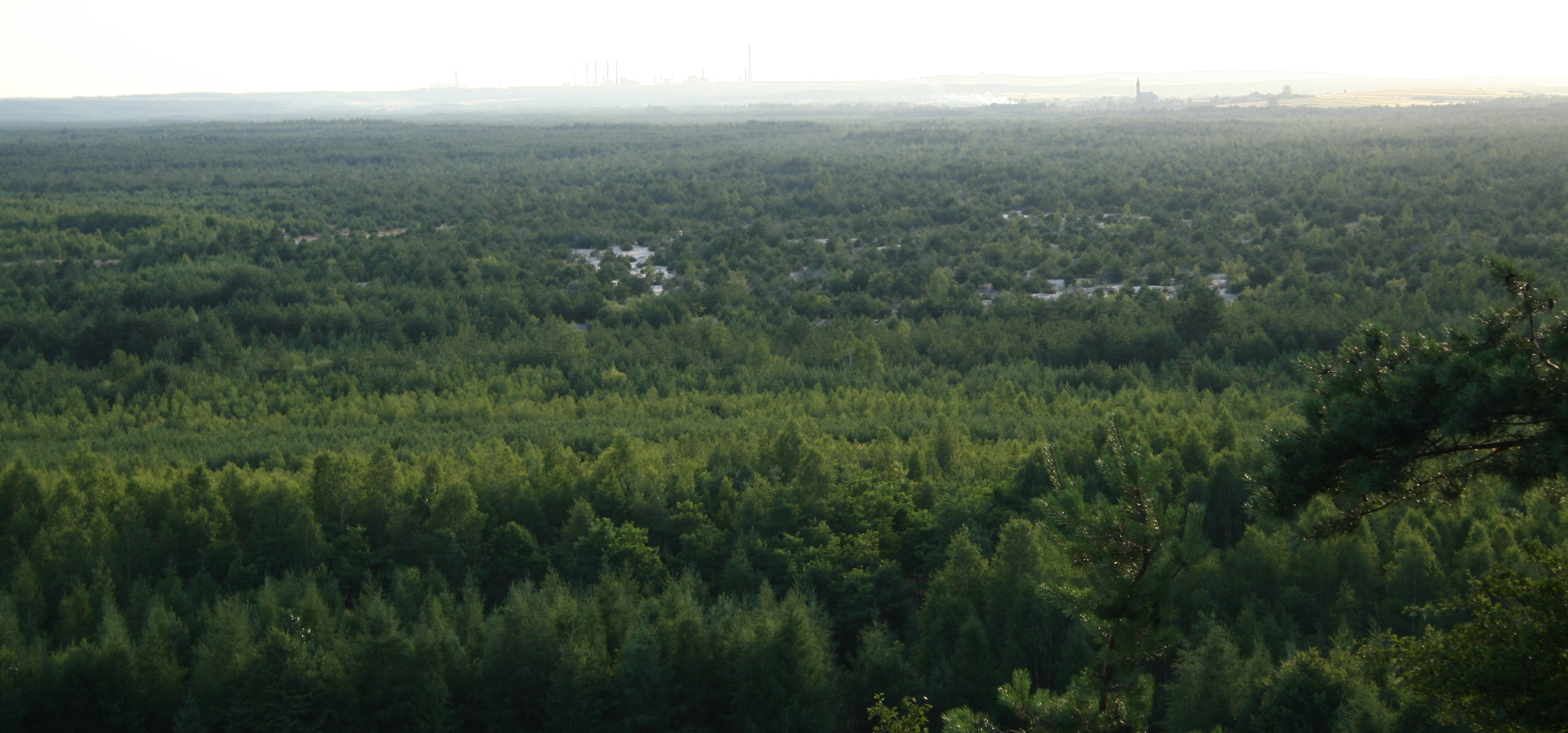
ブウェンドゥフ砂漠南部は松と柳の林に侵食されつつある

### シュフィドニツァ（Świdnica）
中世からの旧市街がある。こことヤヴォル（Jawor）の2か所にある巨大な木造教会はヤヴォルとシフィドニツァの平和教会群としてユネスコの世界遺産 に登録されている。街の公式サイト（ポーランド語）あり 。（上記の「ヤヴォル」を参照）

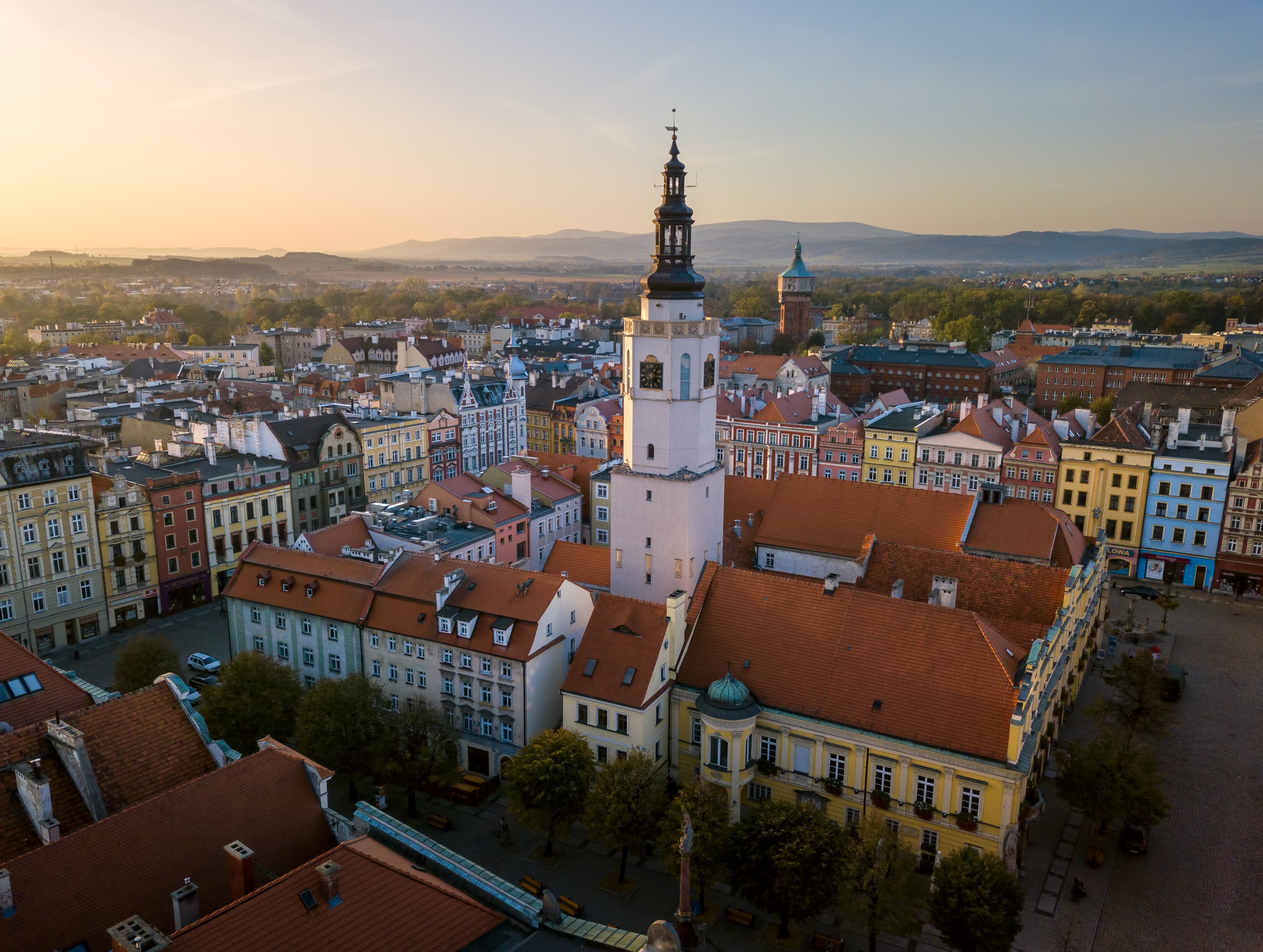
旧市街
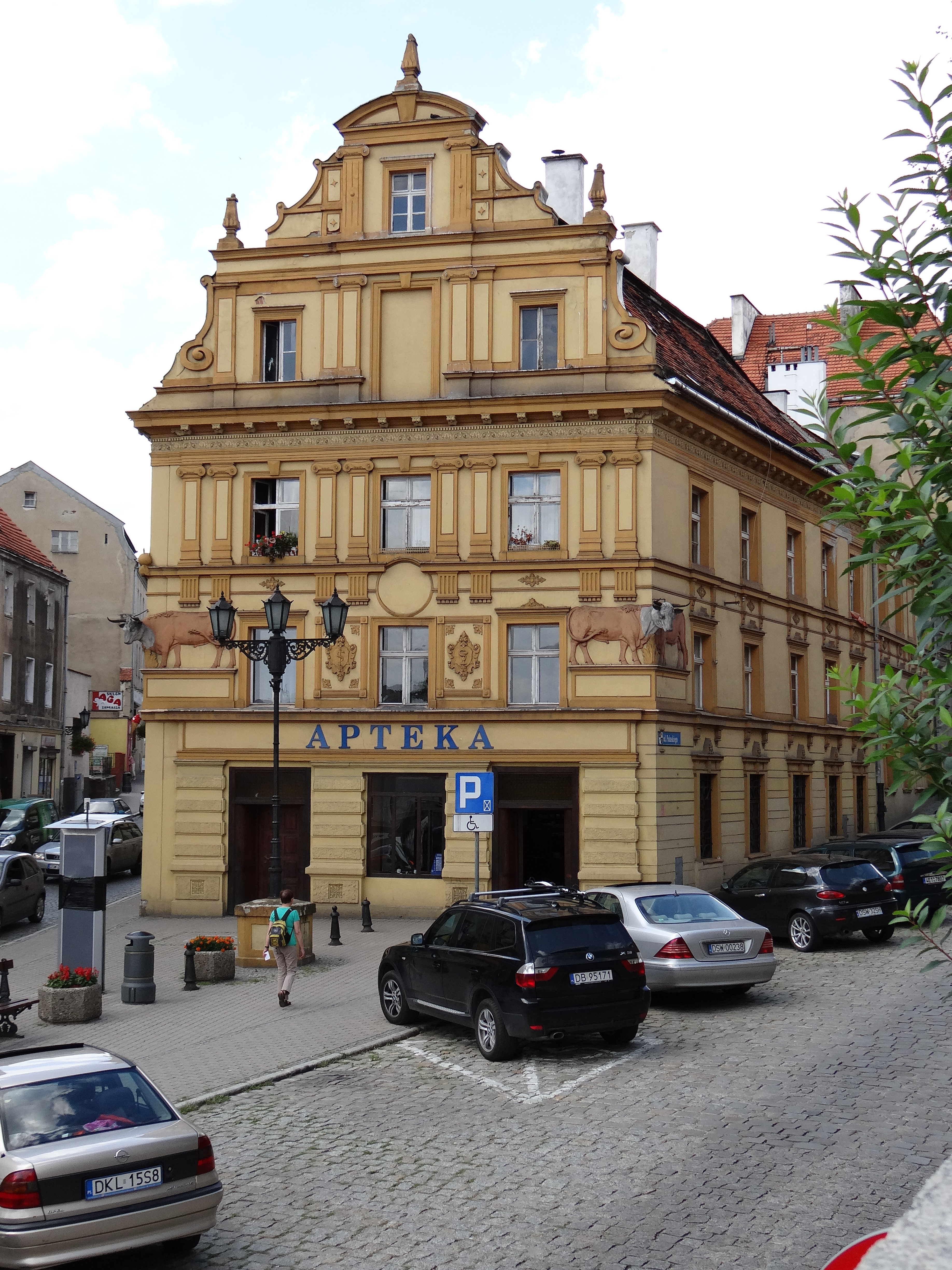
「雄牛の下の館」
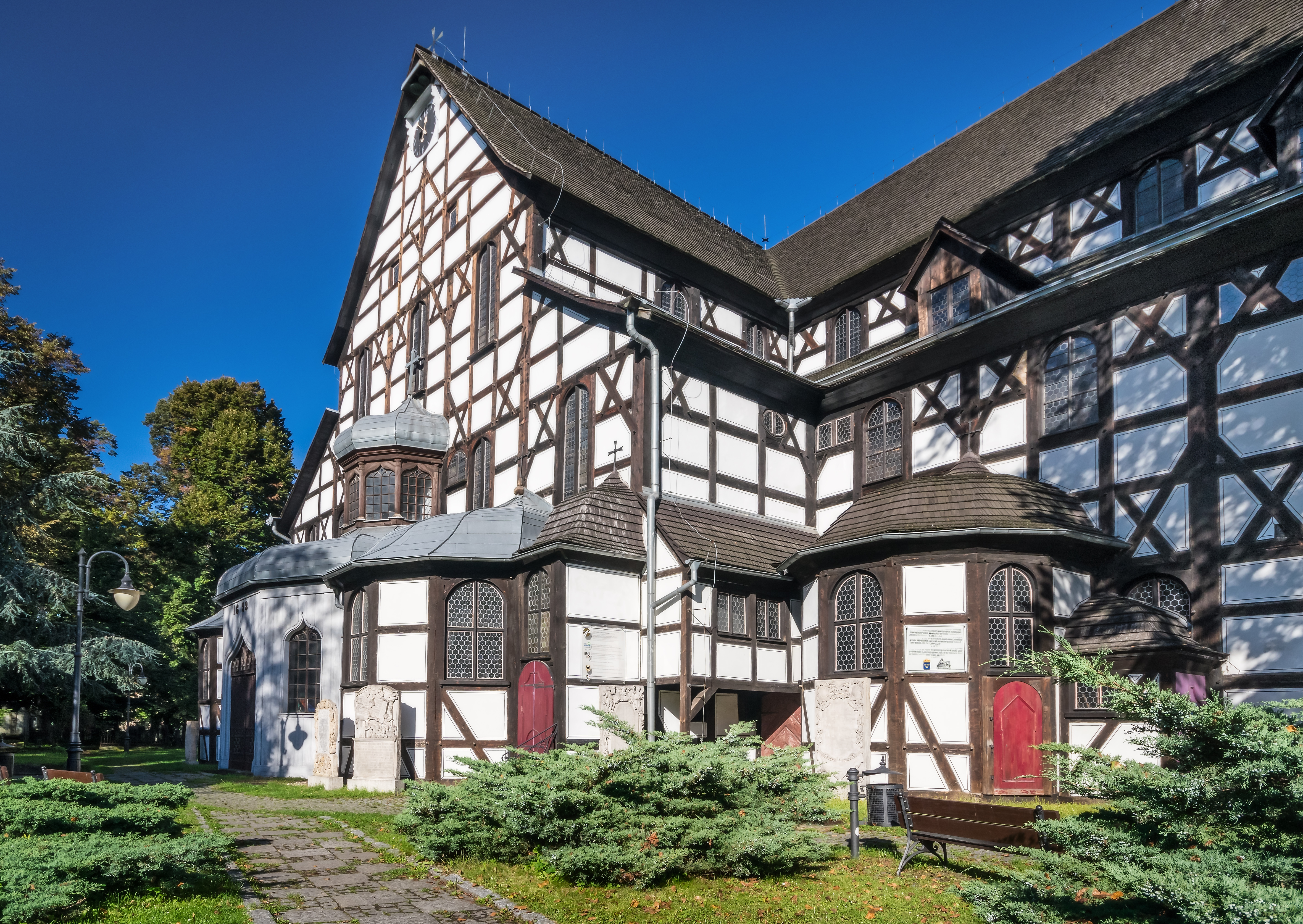
シフィドニツァの平和教会

### ヴァウブジフ（Wałbrzych）
中世後期にポーランド王家の分家であるシロンスク・ピャスト家の家系が断絶すると支配者が次々と変わり1941年までシレジア貴族の私領で、鉱山を中心とする工業都市として発展した。第二次世界大戦後に再びポーランド領。旧市街やクションシュ城をはじめとした城や教会が有名。公式サイト（英語・ポーランド語・ドイツ語・フランス語・チェコ語）あり 。

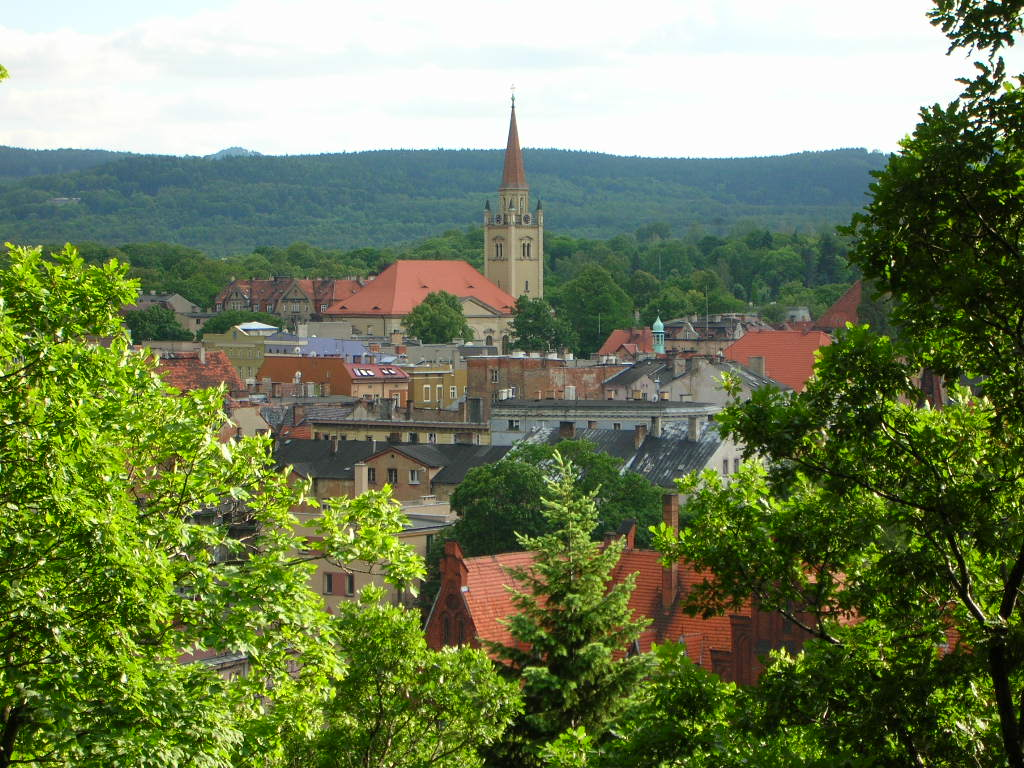
ヴァウブジフ
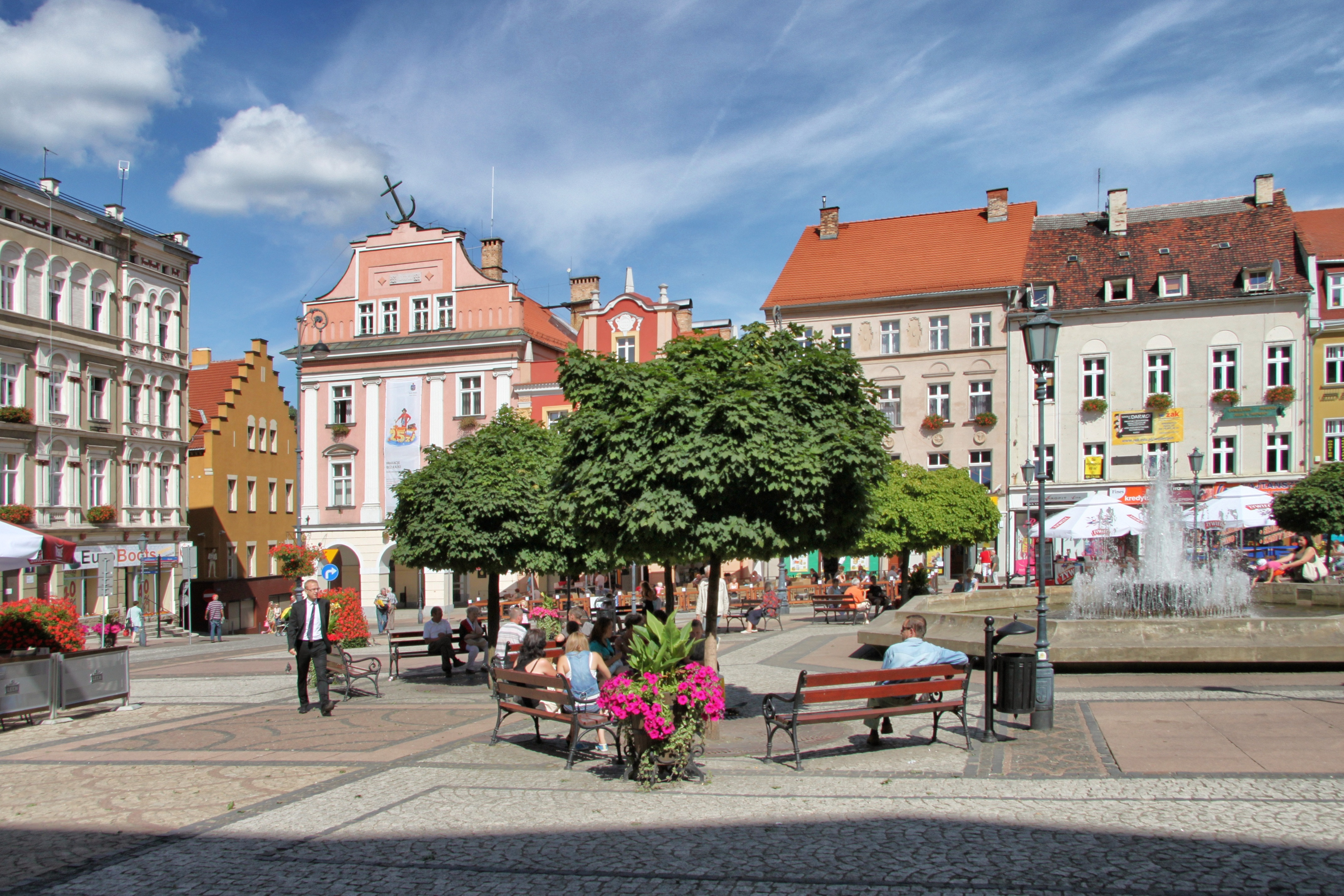
旧市街広場
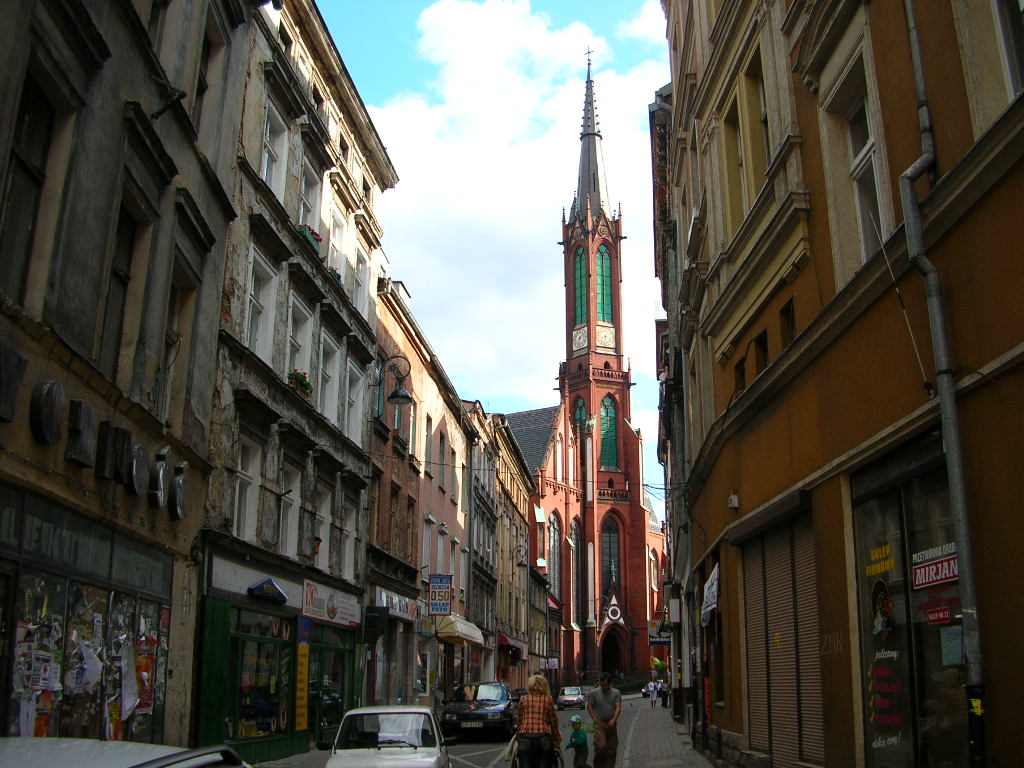
守護天使教会
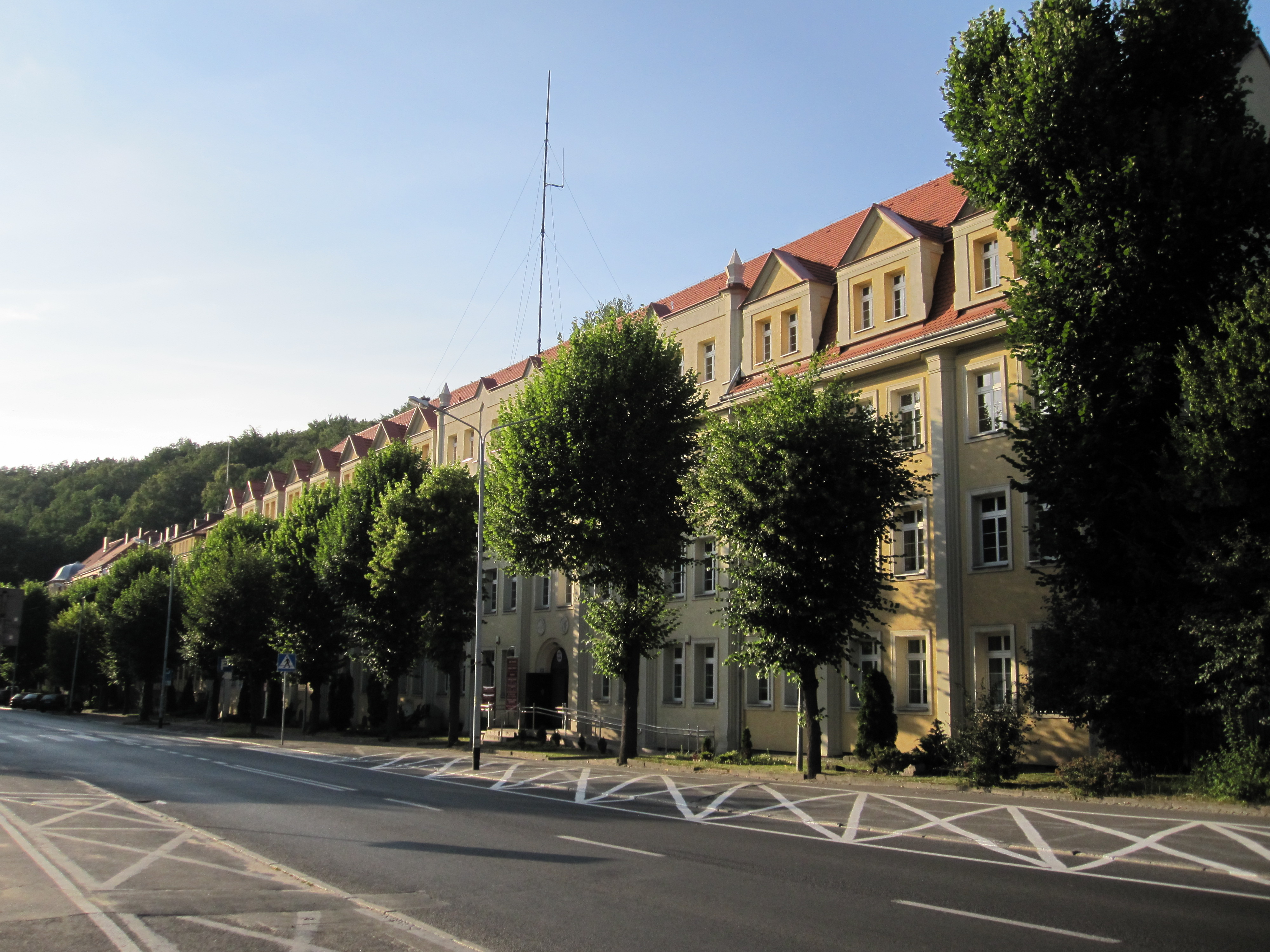
自由通り
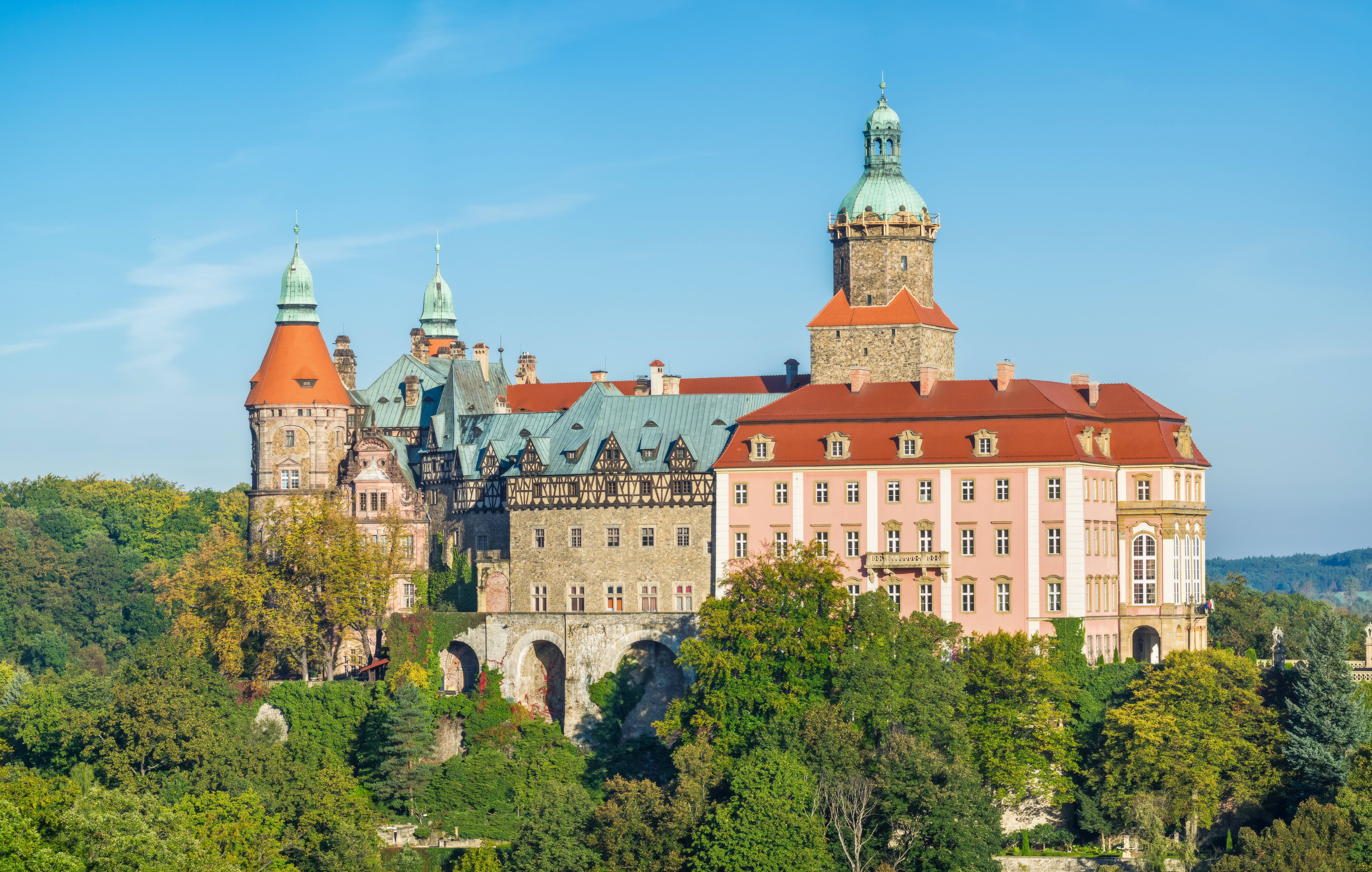
クションシュ城

### ヴロツワフ（Wrocław）
ドルヌィ・シロンスク県の県都。オドラ川のほとりにある。中世はポーランド王国の交易・金融の都市として発展し、ポーランド王家のピャスト家が代々シロンスク公として支配。シロンスク地方は14世紀半ばにボヘミア王国、その後オーストリア領となったが、ヴロツワフはピャスト家が統治し続けた。17世紀後期にピャスト家が断絶すると街はオーストリア領、ついでプロイセン王国領、ドイツ帝国領となり、第二次世界大戦ではドイツ軍とソ連軍との間の激しい戦闘で街の大半が破壊された。街は1950年代から数十年をかけてポーランド人の手によって戦前の姿に復元された。現在もワルシャワと並んでポーランドの重要な金融都市であり、国内の主要銀行の本店のいくつかはこの街にある。ドイツ帝国時代に建設された鉄筋コンクリートの巨大な建築物である百周年記念ホールは戦火を免れ、ユネスコの世界遺産 に登録されている。市内には日本庭園がある。市内を流れるオドラ川には12の島があり、100本以上の橋が架かっている「橋の街」でもある。市公式サイト（英語・ポーランド語・ドイツ語・フランス語）あり 。

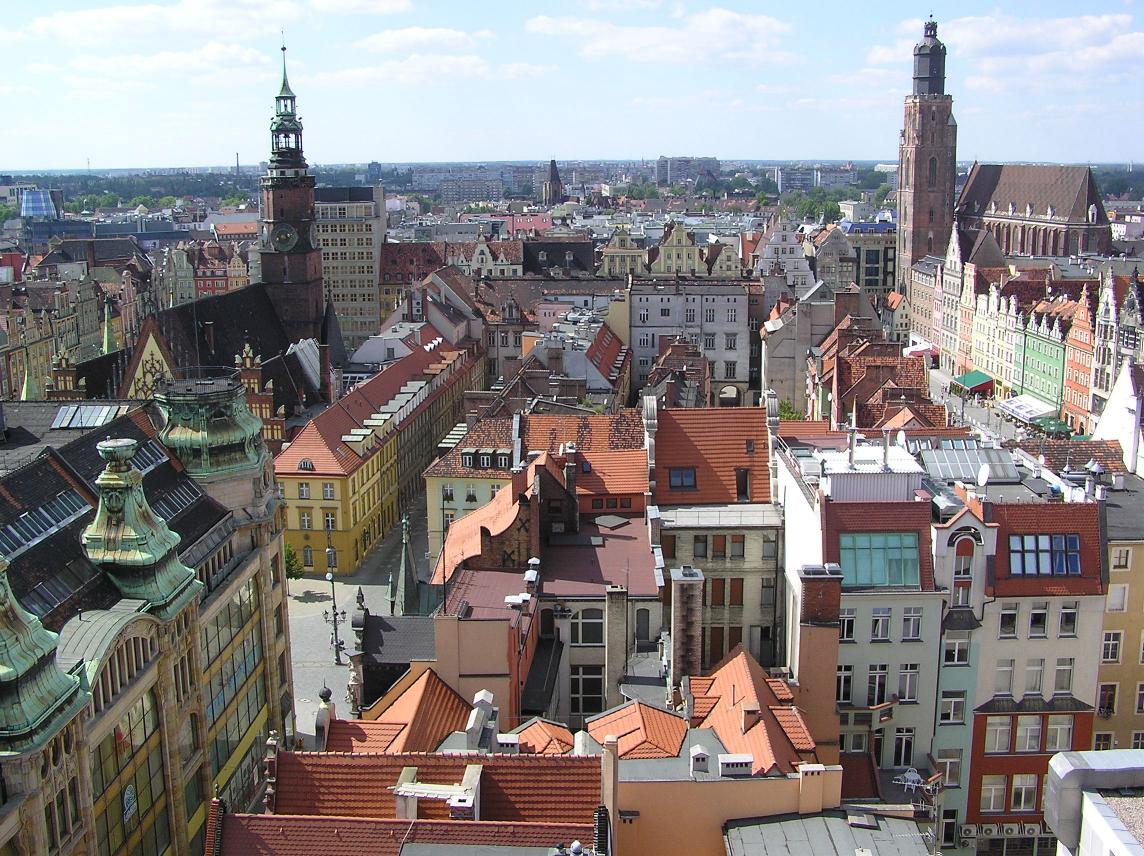
旧市街
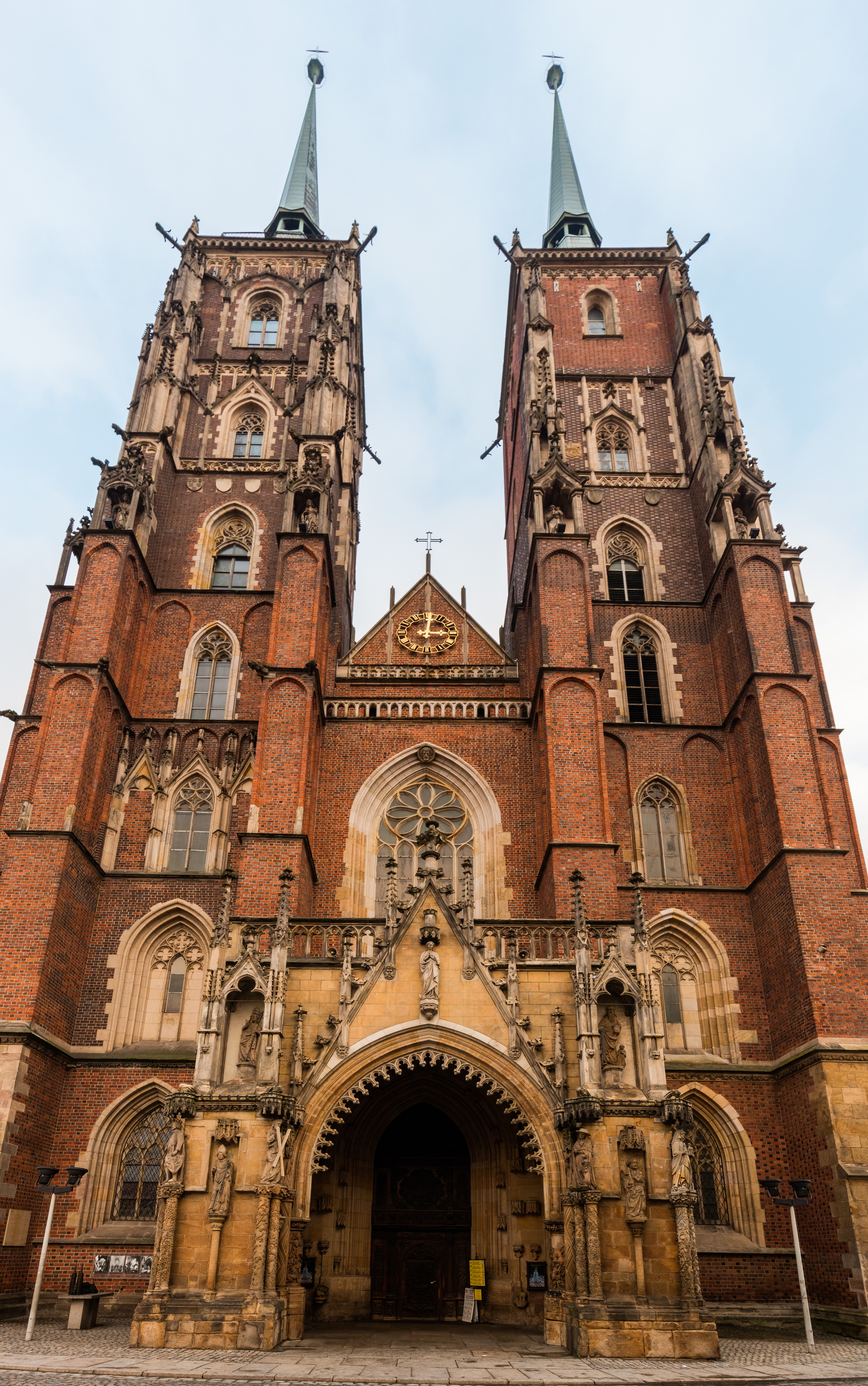
大聖堂
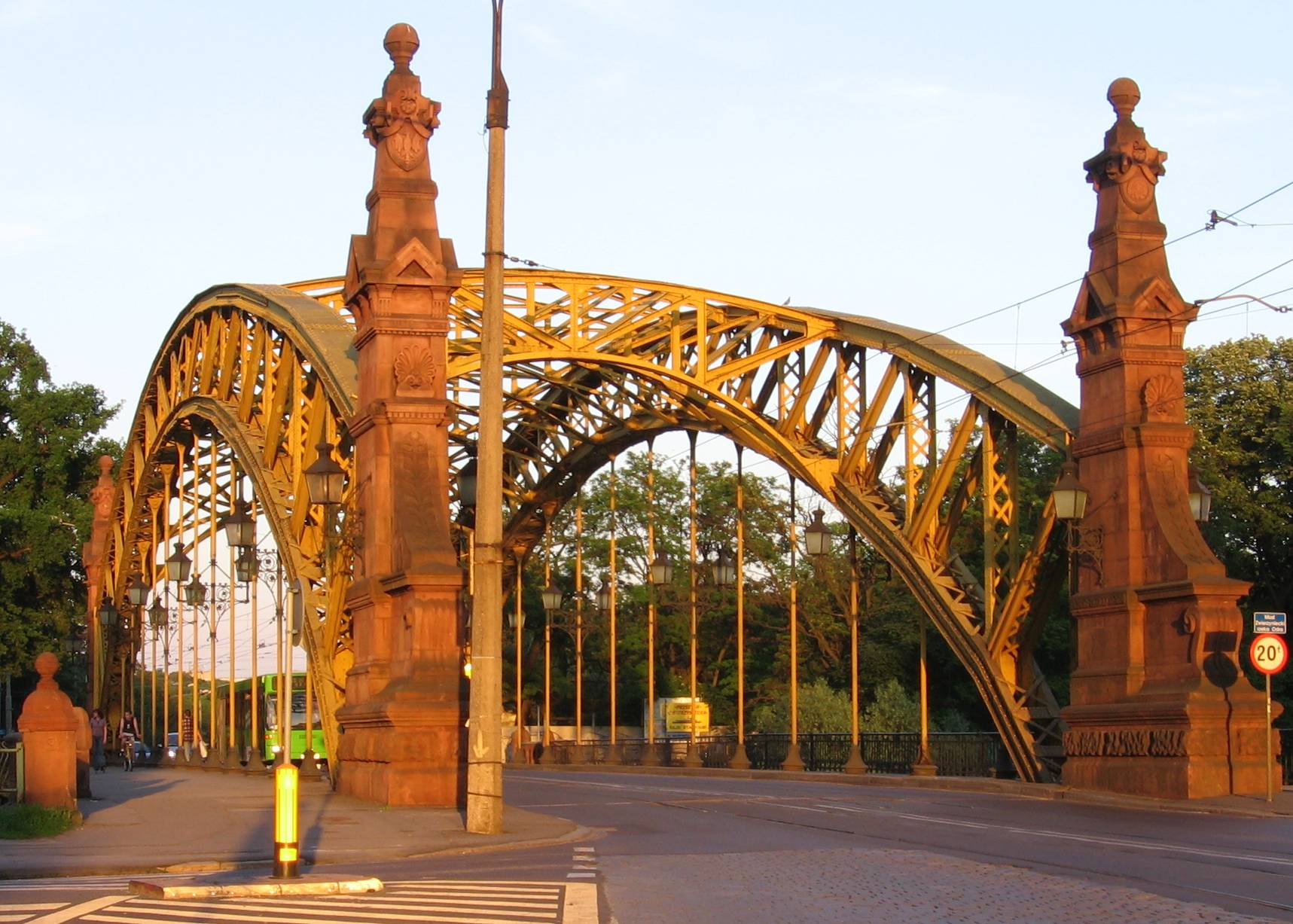
動物園橋
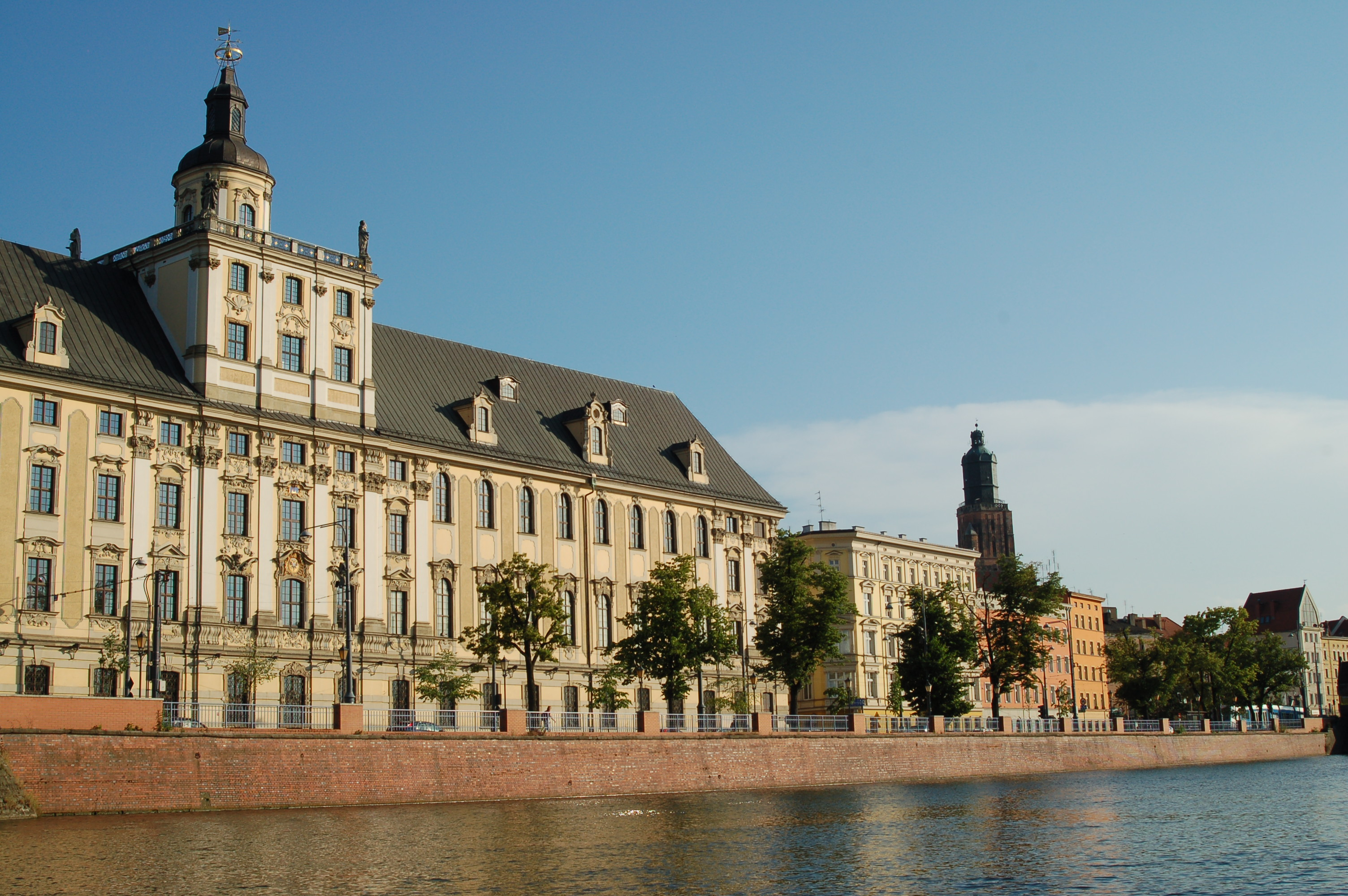
ヴロツワフ大学本校舎
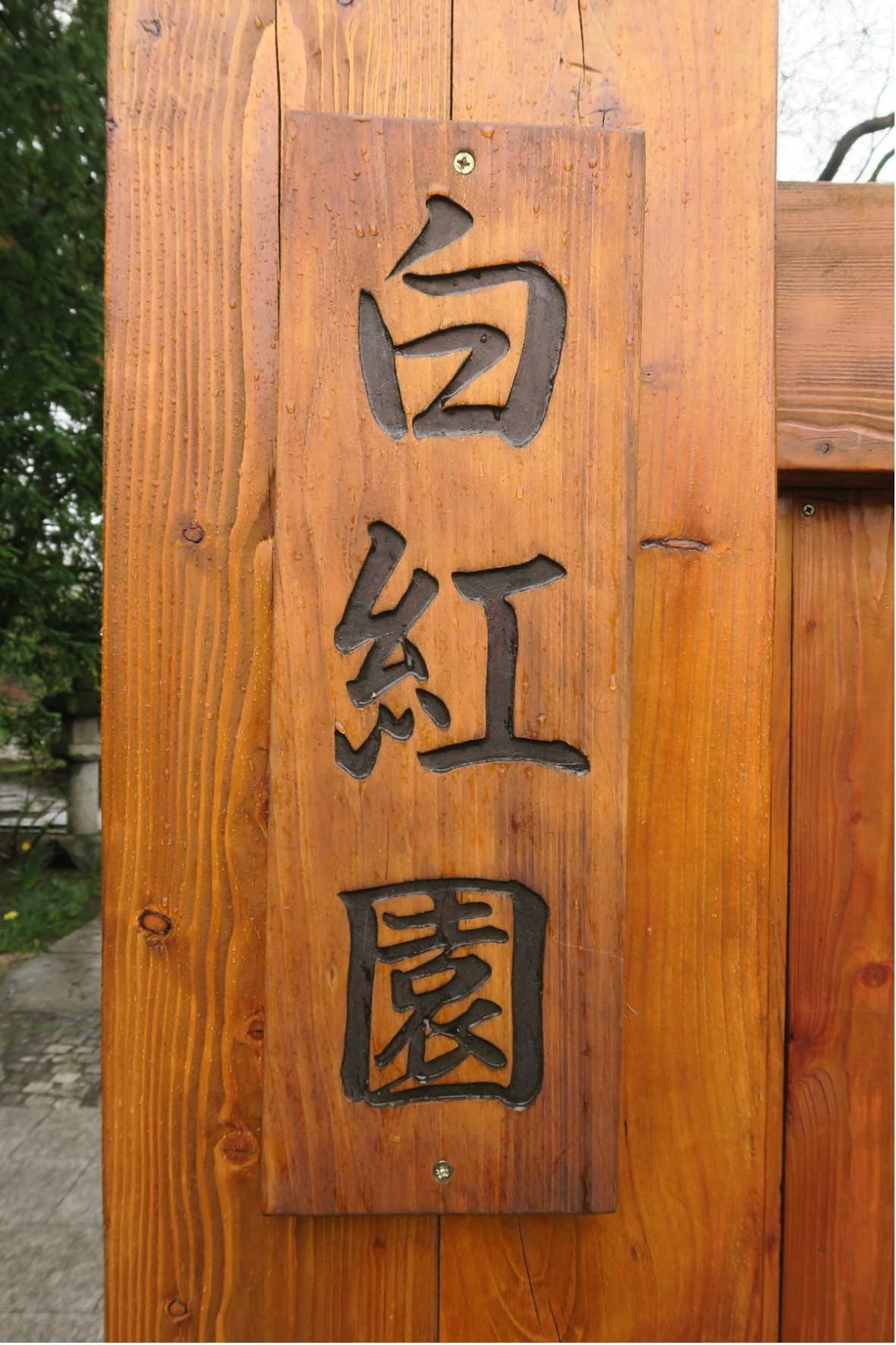
日本庭園
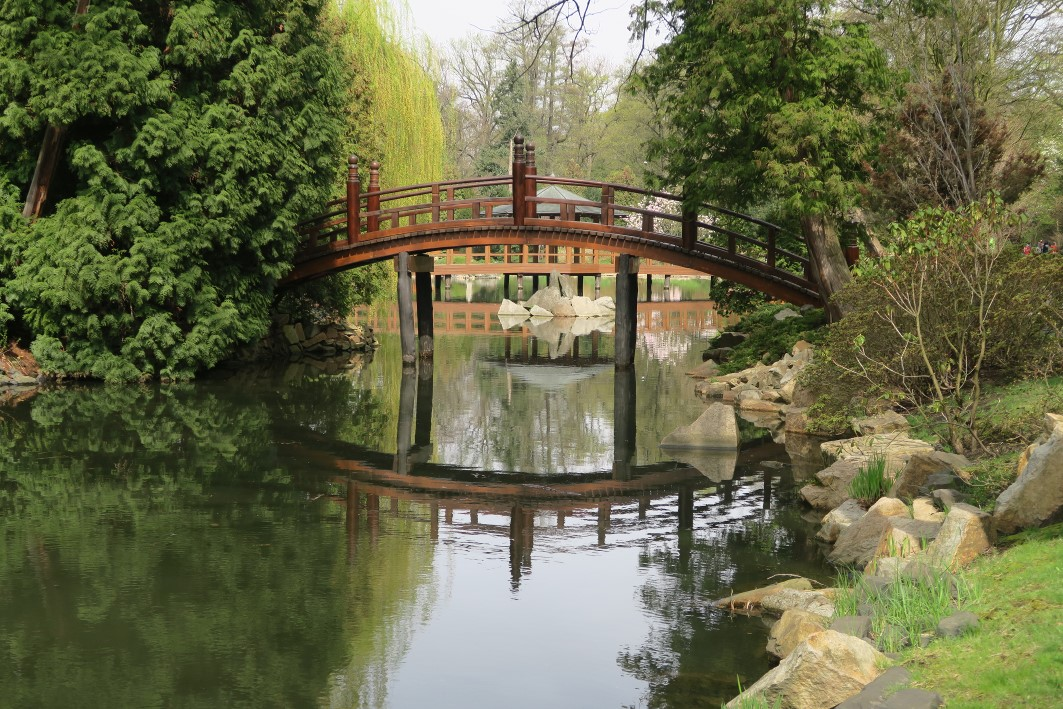
日本庭園の太鼓橋
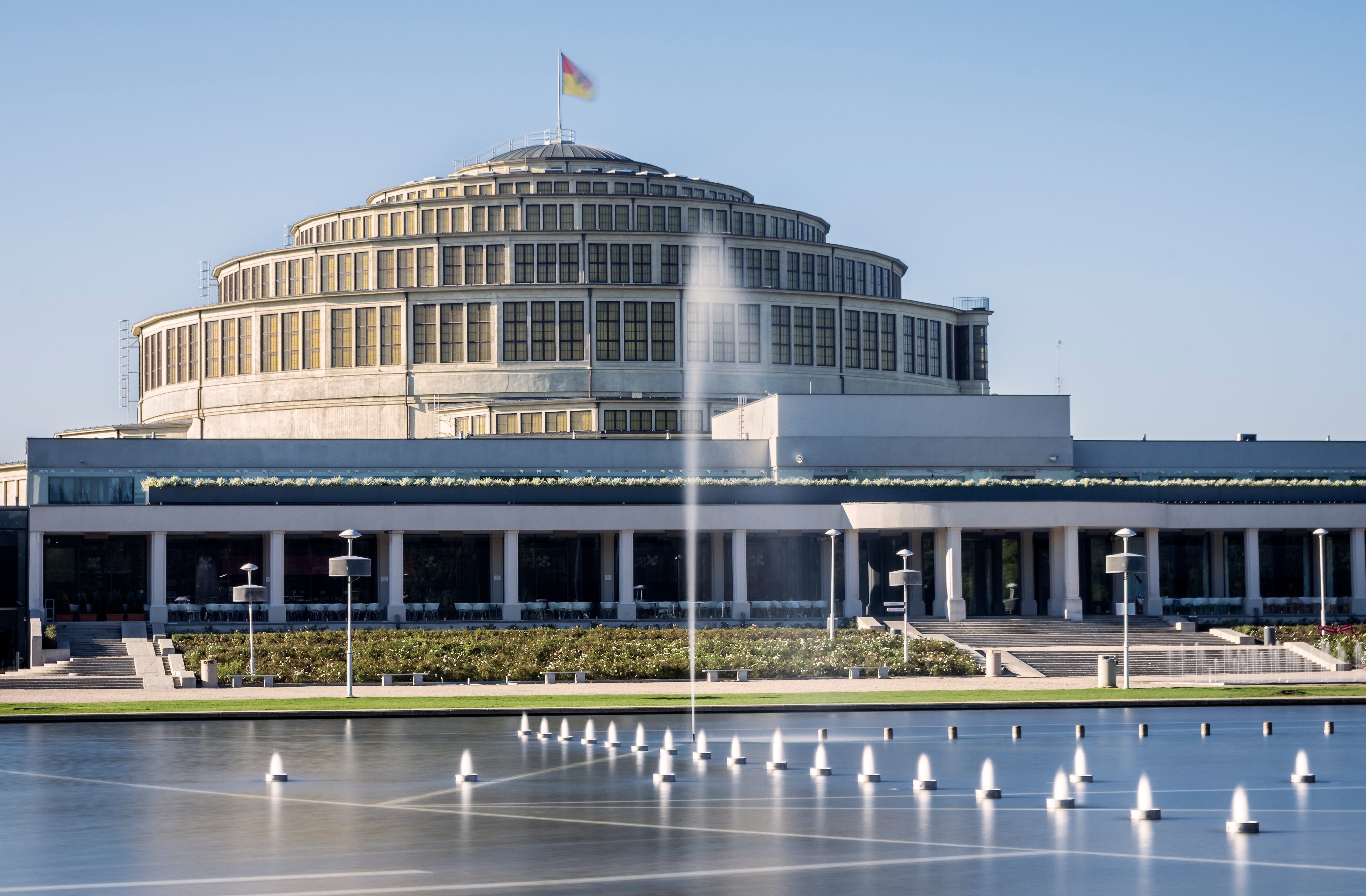
百周年記念ホール
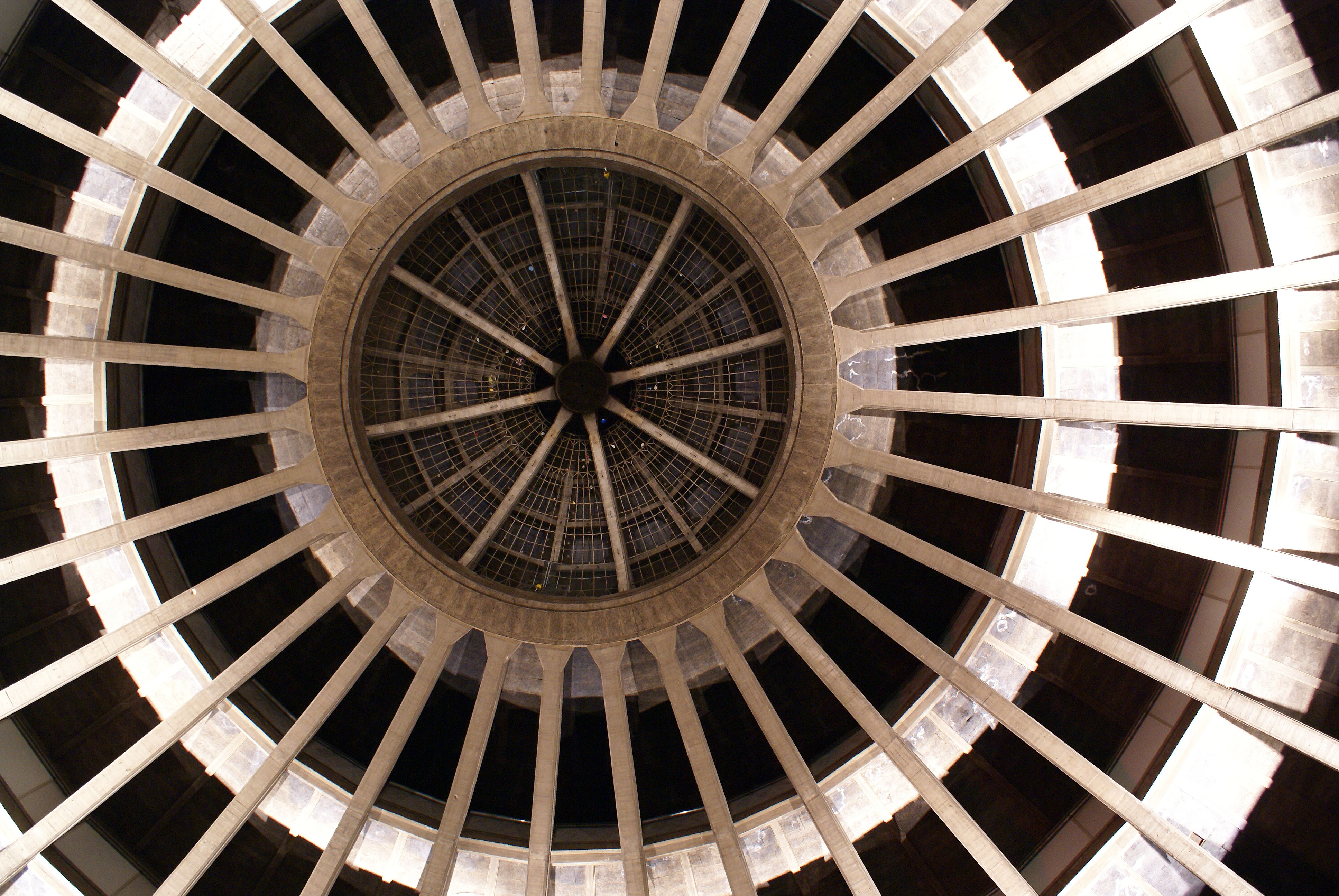
百周年記念ホール